# Saint-Astier (Dordogne)
Pour les articles homonymes, voir Saint-Astier.
Saint-Astier est une commune française située dans le département de la Dordogne, en région Nouvelle-Aquitaine.
De 1790 à 1801, puis de 1829 à 2015, la commune a été le chef-lieu du canton de Saint-Astier, puis à partir de 2015, son bureau centralisateur.

## Géographie

### Généralités
Située à 100 km à l’est de Bordeaux et à 20 km à l’ouest de Périgueux, Saint-Astier s’inscrit au cœur de la vallée de l’Isle. La croissance de sa population prouve la vitalité de sa vie économique et associative. La commune est desservie par la ligne de Coutras à Tulle avec la gare de Saint-Astier. La présence de l'autoroute A89 représente un atout majeur.
La ville de Saint-Astier possède un riche patrimoine historique. Certaines constructions insolites en témoignent aujourd’hui : mottes féodales, cluzeaux, châteaux, église fortifiée, etc. Parfaitement intégrées au paysage, elles constituent autant de liens entre les lointains résidents du pays et ceux qui y vivent aujourd’hui. La campagne est également jalonnée de petites constructions : moulins à eau, pigeonniers, puits couverts, illustrent une économie et un mode de vie désormais disparus.

### Communes limitrophes
Saint-Astier est limitrophe de huit autres communes dont Annesse-et-Beaulieu au nord-est sur environ 270 mètres.
| Saint-Aquilin, Chantérac  | Léguillac-de-l'Auche | Annesse-et-Beaulieu |
| Saint-Germain-du-Salembre | Saint-Astier         | Montrem             |
| Saint-Léon-sur-l'Isle     |                      | Grignols            |

### Géologie et relief

#### Géologie
Situé sur la plaque nord du Bassin aquitain et bordé à son extrémité nord-est par une frange du Massif central, le département de la Dordogne présente une grande diversité géologique. Les terrains sont disposés en profondeur en strates régulières, témoins d'une sédimentation sur cette ancienne plate-forme marine. Le département peut ainsi être découpé sur le plan géologique en quatre gradins différenciés selon leur âge géologique. Saint-Astier est située dans le troisième gradin à partir du nord-est, un plateau formé de calcaires hétérogènes du Crétacé.
Les couches affleurantes sur le territoire communal sont constituées de formations superficielles du Quaternaire et de roches sédimentaires datant pour certaines du Cénozoïque, et pour d'autres du Mésozoïque. La formation la plus ancienne, notée c5a(2), date du Campanien 1, des calcaires packstone à wackstone crayo-marneux gris blanchâtres à subalvéolines à silex gris ou noirs. La formation la plus récente, notée CFp, fait partie des formations superficielles de type colluvions indifférenciées de versant, de vallon et plateaux issues d'alluvions, molasses, altérites. Le descriptif de ces couches est détaillé dans  la feuille « no 782 - Mussidan » de la carte géologique au 1/50 000 de la France métropolitaine, et sa notice associée.

Carte géologique de Saint-Astier.

#### Relief et paysages
Le département de la Dordogne se présente comme un vaste plateau incliné du nord-est (491 m, à la forêt de Vieillecour dans le Nontronnais, à Saint-Pierre-de-Frugie) au sud-ouest (2 m à Lamothe-Montravel). L'altitude du territoire communal varie quant à elle entre 58 mètres et 222 mètres,.
Dans le cadre de la Convention européenne du paysage entrée en vigueur en France le 1er juillet 2006, renforcée par la loi du 8 août 2016 pour la reconquête de la biodiversité, de la nature et des paysages, un atlas des paysages de la Dordogne a été élaboré sous maîtrise d’ouvrage de l’État et publié en octobre 2020. Les paysages du département s'organisent en huit unités paysagères,. La commune est dans l'unité paysagère de la « Vallée de l'Isle », qui présente un profil contrasté : une vallée relativement encaissée, aux coteaux affirmés, dominant le fond de vallée de 60 à 80 m en amont de Mussidan, une vallée plus élargie en aval avec un fond de vallée plat, large de 1,5 à 2 km. À la fois agricole et urbanisée, elle est parcourue par de nombreuses voies de communication,.
La superficie cadastrale de la commune publiée par l'Insee, qui sert de référence dans toutes les statistiques, est de 34,25 km2,,. La superficie géographique, issue de la BD Topo, composante du Référentiel à grande échelle produit par l'IGN, est quant à elle de 35,66 km2.

### Hydrographie

#### Réseau hydrographique
La commune est située dans le bassin de la Dordogne au sein du Bassin Adour-Garonne. Elle est drainée par l'Isle, le Salembre, la Civade, le Puyolem, le Jouis, le ruisseau de Loirat, le ruisseau de Pavie et par divers petits cours d'eau, qui constituent un réseau hydrographique de 41 km de longueur totale,.
L'Isle, d'une longueur totale de 255,29 km, prend sa source dans la Haute-Vienne dans la commune de Janailhac et se jette dans la Dordogne — dont elle est le principal affluent — en rive droite face à Arveyres, en limite de Fronsac et de Libourne,. Elle traverse la commune du nord-est au sud sur plus de neuf kilomètres, lui servant de limite naturelle sur plus de trois kilomètres et demi, en deux tronçons, face à Montrem et Saint-Léon-sur-l'Isle.
Son affluent de rive droite le Jouis sert de limite territoriale au nord-est sur plus d'un kilomètre et demi, face à Léguillac-de-l'Auche et Annesse-et-Beaulieu.
Le Salembre, d'une longueur totale de 16,97 km, prend sa source dans la commune de Saint-Aquilin et se jette dans l'Isle en rive droite à Neuvic, au sud de Neuvic Gare. Il marque la limite communale à l'ouest sur plus de 800 mètres, face à Chantérac.
Trois autres affluents de l'Isle arrosent la commune : en rive droite, la Civade (cinq kilomètres et demi dont un kilomètre et demi en limite de Saint-Léon-sur-l'Isle) et le Puyolem (plus de cinq kilomètres et demi) qui prennent tous deux leur source dans le nord-ouest du territoire communal, et en rive gauche le ruisseau de Pavie (trois kilomètres) ainsi que son affluent de rive droite le ruisseau de Loirat (plus de 700 mètres).
Coupant en rive droite un méandre de l'Isle entre Laborie et le Pontet, un canal s'étire sur 1,3 kilomètre.

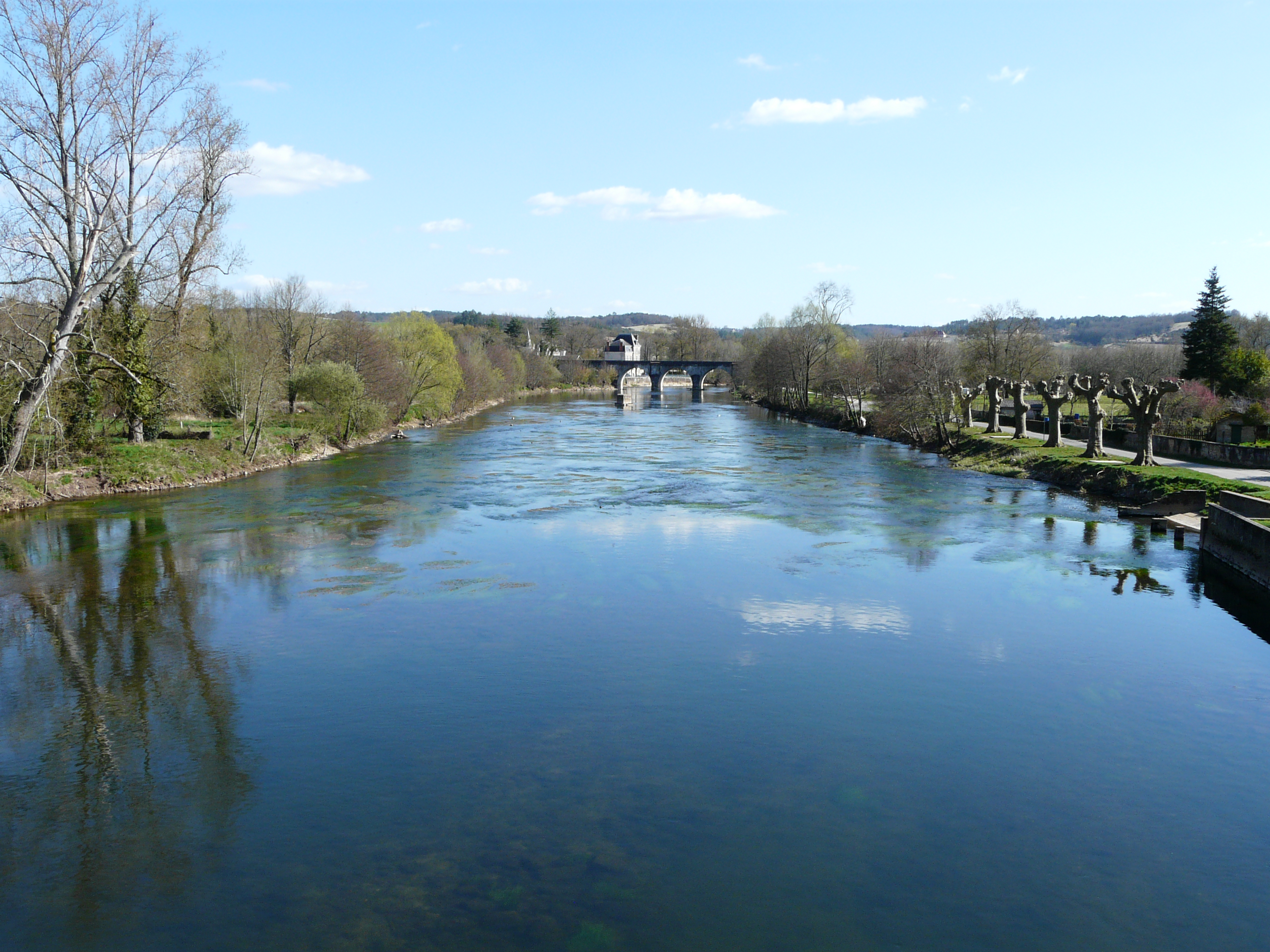
L'Isle au pont de Saint-Astier (en direction de l'aval).
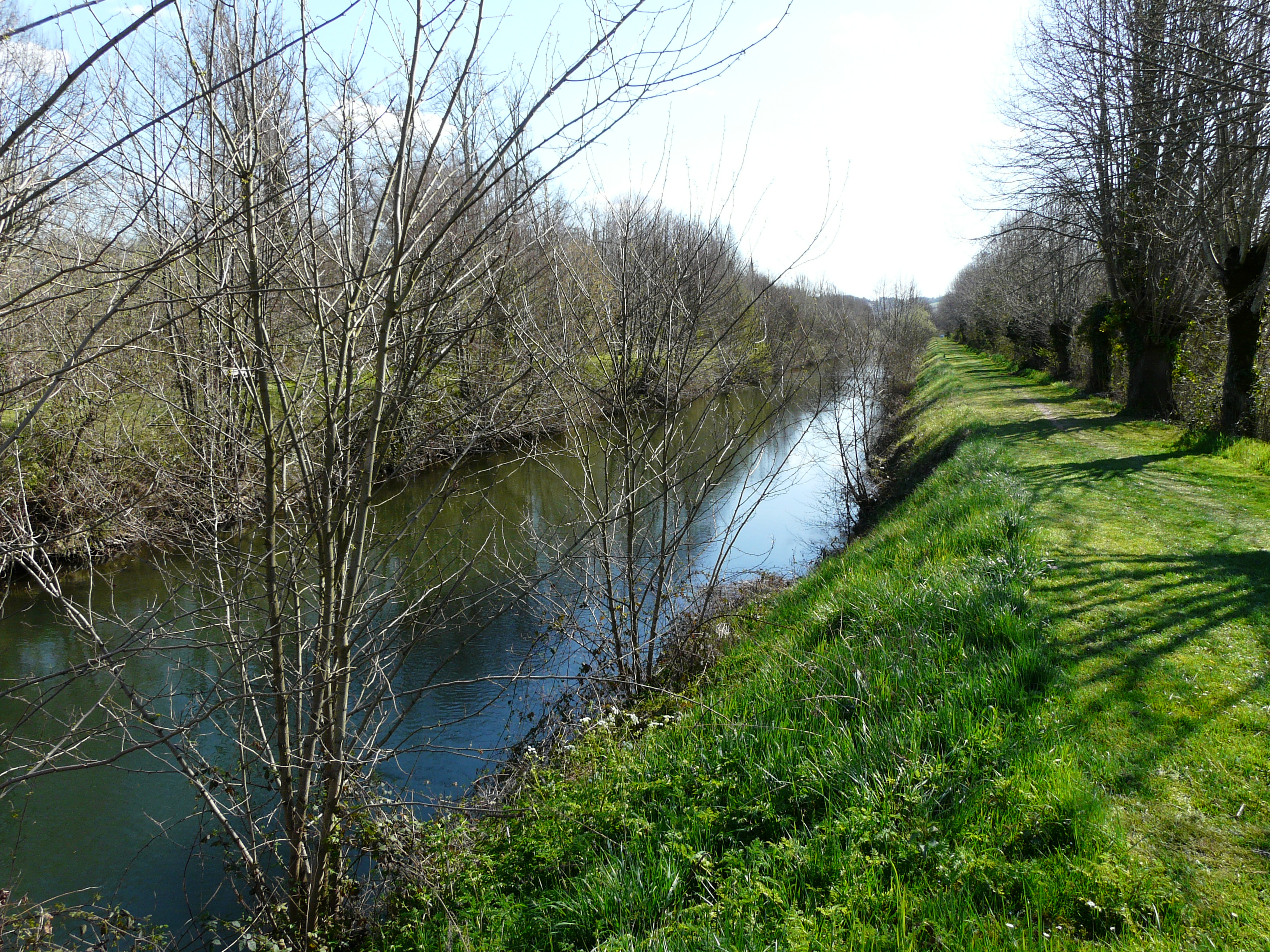
Le canal de Saint-Astier.
Réseaux hydrographique et routier de Saint-Astier.

#### Gestion et qualité des eaux
Le territoire communal est couvert par le schéma d'aménagement et de gestion des eaux (SAGE) « Isle - Dronne ». Ce document de planification, dont le territoire regroupe les bassins versants de l'Isle et de la Dronne, d'une superficie de 7 500 km2, a été approuvé le 2 août 2021. La structure porteuse de l'élaboration et de la mise en œuvre est l'établissement public territorial de bassin de la Dordogne (EPIDOR). Il définit sur son territoire les objectifs généraux d’utilisation, de mise en valeur et de protection quantitative et qualitative des ressources en eau superficielle et souterraine, en respect des objectifs de qualité définis dans le troisième SDAGE  du Bassin Adour-Garonne qui couvre la période 2022-2027, approuvé le 10 mars 2022.
La qualité des eaux de baignade et des cours d’eau peut être consultée sur un site dédié géré par les agences de l’eau et l’Agence française pour la biodiversité.

### Climat
Pour des articles plus généraux, voir Climat de la Nouvelle-Aquitaine et Climat de la Dordogne.
Historiquement, la commune est exposée à un climat océanique aquitain.  
En 2020, Météo-France publie une typologie des climats de la France métropolitaine dans laquelle la commune est exposée à un climat océanique altéré et est dans la région climatique  Aquitaine, Gascogne, caractérisée par une pluviométrie abondante au printemps, modérée en automne, un faible ensoleillement au printemps, un été chaud (19,5 °C), des vents faibles, des brouillards fréquents en automne et en hiver et des orages fréquents en été (15 à 20 jours).
Pour la période 1971-2000, la température annuelle moyenne est de 12,5 °C, avec  une amplitude thermique annuelle de 15 °C. Le cumul annuel moyen de précipitations est de 861 mm, avec 11,4 jours de précipitations en janvier et 6,9 jours en juillet. Pour la période 1991-2020, la température moyenne annuelle observée sur la station météorologique la plus proche, située sur la commune de Saint-Martin-de-Fressengeas à 12 km à vol d'oiseau, est de 12,4 °C et le cumul annuel moyen de précipitations est de 1 050,4 mm,. Pour l'avenir, les paramètres climatiques de la commune estimés pour 2050 selon différents scénarios d’émission de gaz à effet de serre sont consultables sur un site dédié publié par Météo-France en novembre 2022.

### Milieux naturels et biodiversité
Plusieurs zones de protection liées aux cours d'eau sont délimitées sur le territoire communal.

#### Natura 2000
Depuis Périgueux jusqu'à sa confluence avec la Dordogne, l'Isle et sa vallée, ensemble de prairies et de cultures, représentent un site Natura 2000 très important pour une plante, l'angélique à fruits variables (Angelica heterocarpa) ainsi que pour le vison d'Europe et une libellule : le gomphe de Graslin (Gomphus graslinii). Outre la cistude d'Europe (Emys orbicularis) et l'écrevisse à pattes blanches (Austropotamobius pallipes), on y trouve également des aires de reproduction de six espèces de poissons dont des lamproies et des aloses.

#### ZNIEFF
Trois zones naturelles d'intérêt écologique, faunistique et floristique (ZNIEFF) de type 1 sont constituées sur le territoire communal :
- au nord-est, la vallée du ruisseau le Jouis (ou le Jouy)[29],[30], notamment bordée, côté Léguillac-de-l'Auche, par des anciennes carrières d'où l'on extrayait le calcaire pour fabriquer de la chaux ;
- également au nord-est et un peu plus au sud de cette première ZNIEFF, la zone de bocage et de prairies humides ou inondables que représente la vallée de l'Isle depuis son entrée sur la commune en limite d'Annesse-et-Beaulieu et jusqu'au nord du lieu-dit le Lac Bleu[31],[32] ;
- la bordure sud-est de la haute vallée du Salembre limitrophe de Chantérac et Saint-Aquilin, au niveau du moulin de Landry[33],[34].

## Urbanisme

### Typologie
Au 1er janvier 2024, Saint-Astier est catégorisée bourg rural, selon la nouvelle grille communale de densité à 7 niveaux définie par l'Insee en 2022.
Elle appartient à l'unité urbaine de Saint-Astier, une agglomération intra-départementale dont elle est ville-centre,. Par ailleurs la commune fait partie de l'aire d'attraction de Périgueux, dont elle est une commune de la couronne,. Cette aire, qui regroupe 49 communes, est catégorisée dans les aires de 50 000 à moins de 200 000 habitants,.

### Occupation des sols
L'occupation des sols de la commune, telle qu'elle ressort de la base de données européenne d’occupation biophysique des sols Corine Land Cover (CLC), est marquée par l'importance des territoires agricoles (53,2 % en 2018), en diminution par rapport à 1990 (58,8 %). La répartition détaillée en 2018 est la suivante : 
zones agricoles hétérogènes (32,7 %), forêts (30,6 %), prairies (16 %), zones urbanisées (9,9 %), terres arables (4,6 %), milieux à végétation arbustive et/ou herbacée (3,7 %), zones industrielles ou commerciales et réseaux de communication (2,6 %). L'évolution de l’occupation des sols de la commune et de ses infrastructures peut être observée sur les différentes représentations cartographiques du territoire : la carte de Cassini (XVIIIe siècle), la carte d'état-major (1820-1866) et les cartes ou photos aériennes de l'IGN pour la période actuelle (1950 à aujourd'hui).

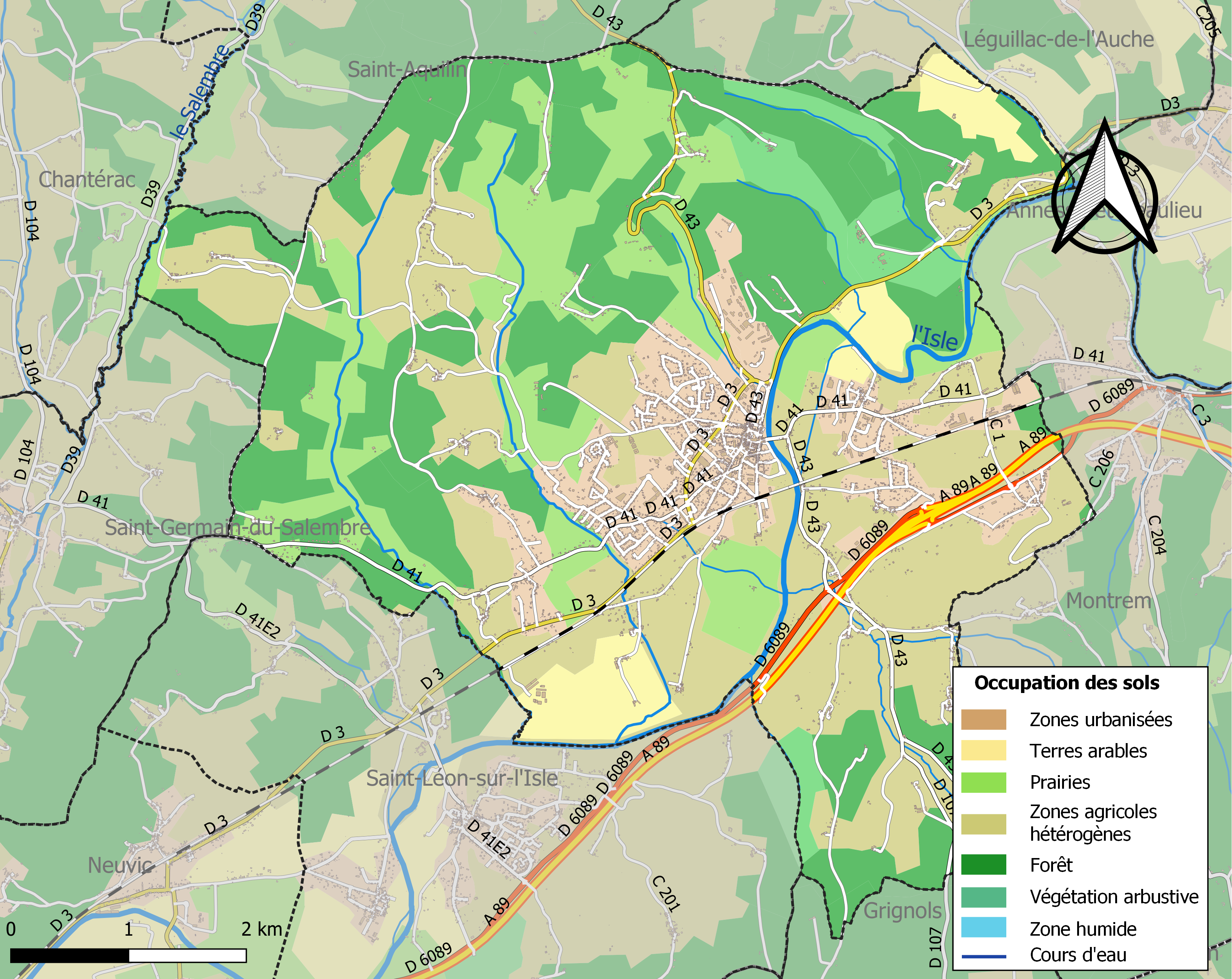
Carte des infrastructures et de l'occupation des sols de la commune en 2018 (CLC).

### Villages, hameaux et lieux-dits
- Astier sur l'Isle
- aux Courroies
- Bellevue
- Blanquine
- Bonneval
- Brouillaud
- Brousset
- Cabane de Cranillère
- Chapelle des Bois
- Chassaing
- Château de Puy Ferrat
- Chenevière
- Crognac
- Davalant
- Excideuil
- Fareyroux
- Ferrière
- Fontaneau
- Fonvaleix
- Gouraud
- Jaffet
- Jevah-Haut
- Jevah-bas
- la Basse Vaure
- la Bassonie
- la Bellonie
- la Borie
- la Chanterie
- la Chapelle
- la Civade
- la Combette
- la Floque
- la Garmanie
- la Grange
- la Jarthe
- la Jaurie
- la Massoulie
- la Mouline
- la Passe
- la Serve
- la Turne
- la Vaure
- Labatut
- Lautonie
- le Fournet
- le Lac Bleu
- le Moulin de Puyolem
- le Moulin du Puy
- le Nicoulou
- le Perrier
- le Petit Puy
- le Pigat
- le Pontet
- le Port
- le Puy Saint-Astier
- le Puyolem
- le Roc
- le Roudier
- le Sausier
- le Sol
- le Verdier
- le Zalat
- l'Éperon
- les Brandes
- les Brousses
- les Chapelles
- les Chaumes
- les Granges de Mangetout
- les Moreloux
- les Pichaux
- les Quatre Routes
- les Roches
- les Veyssières
- Leybardie
- Leybarterie
- Longuecôte
- Merland
- Merland du Puy
- Monplaisir
- Nouaillac
- Puy de Merland
- Puychaussat
- Puyhonin
- Puyolem
- Rebière
- Redondie
- Redondie Basse
- Reyterie
- Rigole
- Rougerie
- Surbeyrol
- Tamarelle
- Theveny

### Prévention des risques
Le territoire de la commune de Saint-Astier est vulnérable à différents aléas naturels : météorologiques (tempête, orage, neige, grand froid, canicule ou sécheresse), inondations, feux de forêts, mouvements de terrains et séisme (sismicité très faible). Il est également exposé à un risque technologique, le transport de matières dangereuses. Un site publié par le BRGM permet d'évaluer simplement et rapidement les risques d'un bien localisé soit par son adresse soit par le numéro de sa parcelle.

#### Risques naturels
La commune fait partie du territoire à risques importants d'inondation (TRI) de Périgueux, regroupant 12 communes concernées par un risque de débordement de l'Isle, un des 18 TRI qui ont été arrêtés fin 2012 sur le bassin Adour-Garonne. Les événements antérieurs à 2014 les plus significatifs sont les crues de 1783 (5,21 m à l'échelle de crue, la crue la plus importante connue), de 1843 (4,83 m) et de 1944 (4,5 m, 630 m3/s, la crue centennale de référence). Des cartes des surfaces inondables ont été établies pour trois scénarios : fréquent (crue de temps de retour de 10 ans à 30 ans), moyen (temps de retour de 100 ans à 300 ans) et extrême (temps de retour de l'ordre de 1 000 ans, qui met en défaut tout système de protection). La commune a été reconnue en état de catastrophe naturelle au titre des dommages causés par les inondations et coulées de boue survenues en 1982, 1986, 1987, 1993, 1998, 1999 et 2018,. Le risque inondation est pris en compte dans l'aménagement du territoire de la commune par le biais du plan de prévention des risques inondation (PPRI) de l'« agglomération de Périgueux »  prescrit le 11 mars 2015 et approuvé le 6 février 2018, pour les crues de l'Isle. La crue de 1944, plus haute crue historique bien connue sur l’Isle, avec un débit estimé de 630 m3/s à Périgueux, présente une période de retour centennale et sert de crue de référence au PPRI.
Saint-Astier est exposée au risque de feu de forêt. L’arrêté préfectoral du 14 mars 2013 fixe les conditions de pratique des incinérations et de brûlage dans un objectif de réduire le risque de départs d’incendie. À ce titre, des périodes sont déterminées : interdiction totale du 15 février au 15 mai et du 15 juin au 15 octobre, utilisation réglementée du 16 mai au 14 juin et du 16 octobre au 14 février. En septembre 2020, un plan inter-départemental de protection des forêts contre les incendies (PidPFCI) a été adopté pour la période 2019-2029,.

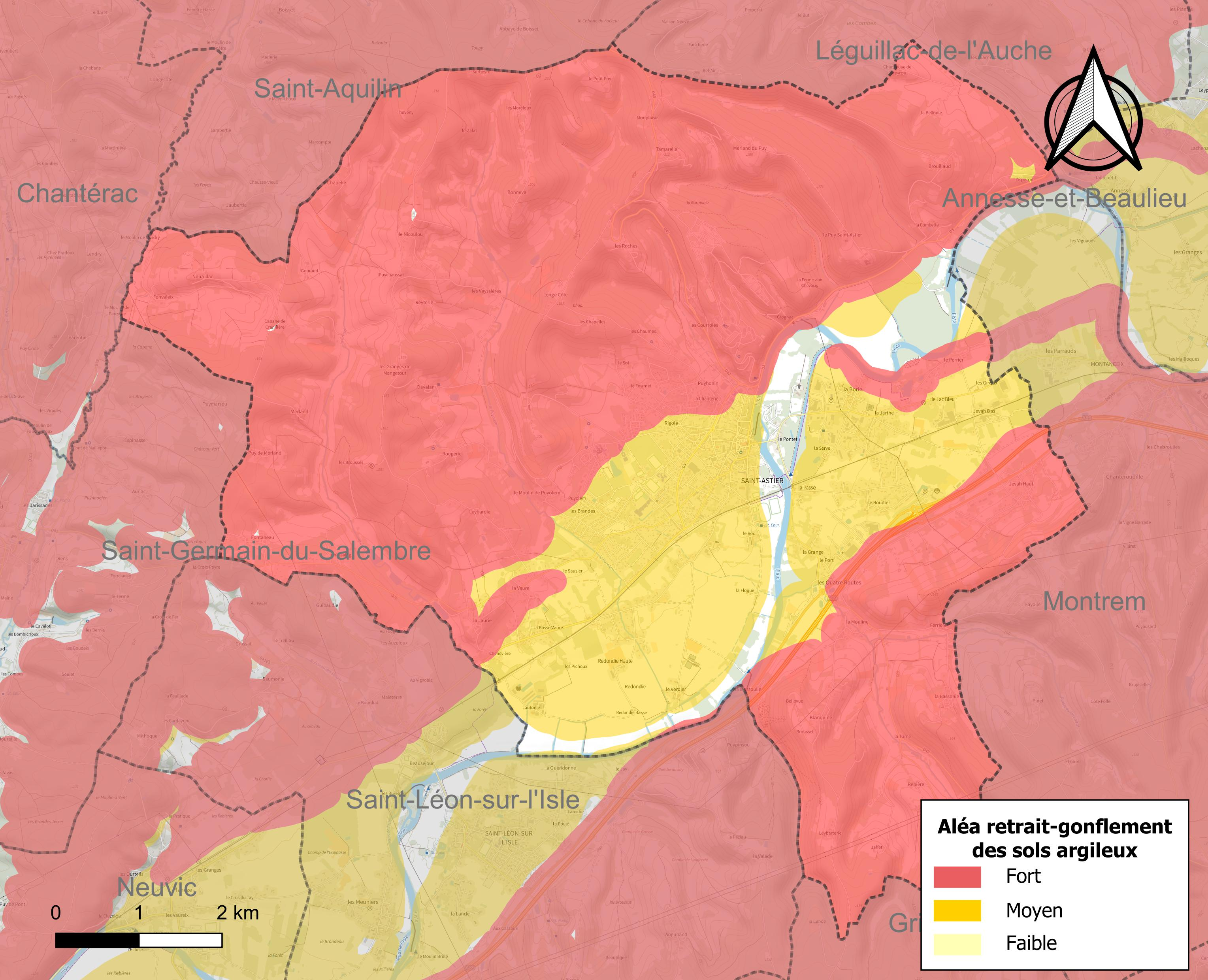
Carte des zones d'aléa retrait-gonflement des sols argileux de Saint-Astier.

Les mouvements de terrains susceptibles de se produire sur la commune sont des affaissements et effondrements liés aux cavités souterraines (hors mines) et des tassements différentiels. Afin de mieux appréhender le risque d’affaissement de terrain, un inventaire national permet de localiser les éventuelles cavités souterraines sur la commune. Le retrait-gonflement des sols argileux est susceptible d'engendrer des dommages importants aux bâtiments en cas d’alternance de périodes de sécheresse et de pluie. 95,9 % de la superficie communale est en aléa moyen ou fort (58,6 % au niveau départemental et 48,5 % au niveau national métropolitain). Depuis le 1er octobre 2020, en application de la loi ÉLAN, différentes contraintes s'imposent aux vendeurs, maîtres d'ouvrages ou constructeurs de biens situés dans une zone classée en aléa moyen ou fort,.
La commune a été reconnue en état de catastrophe naturelle au titre des dommages causés par la sécheresse en 1989, 1991, 1992, 1995, 1997, 2005, 2009 et 2017 et par des mouvements de terrain en 1999 et 2020.

## Toponymie
Le nom de la commune fait référence à l'ermite Astérius qui s'est installé dans une grotte au début du VIe siècle.
En occitan, la commune porte le nom de Sench Astier.

## Histoire

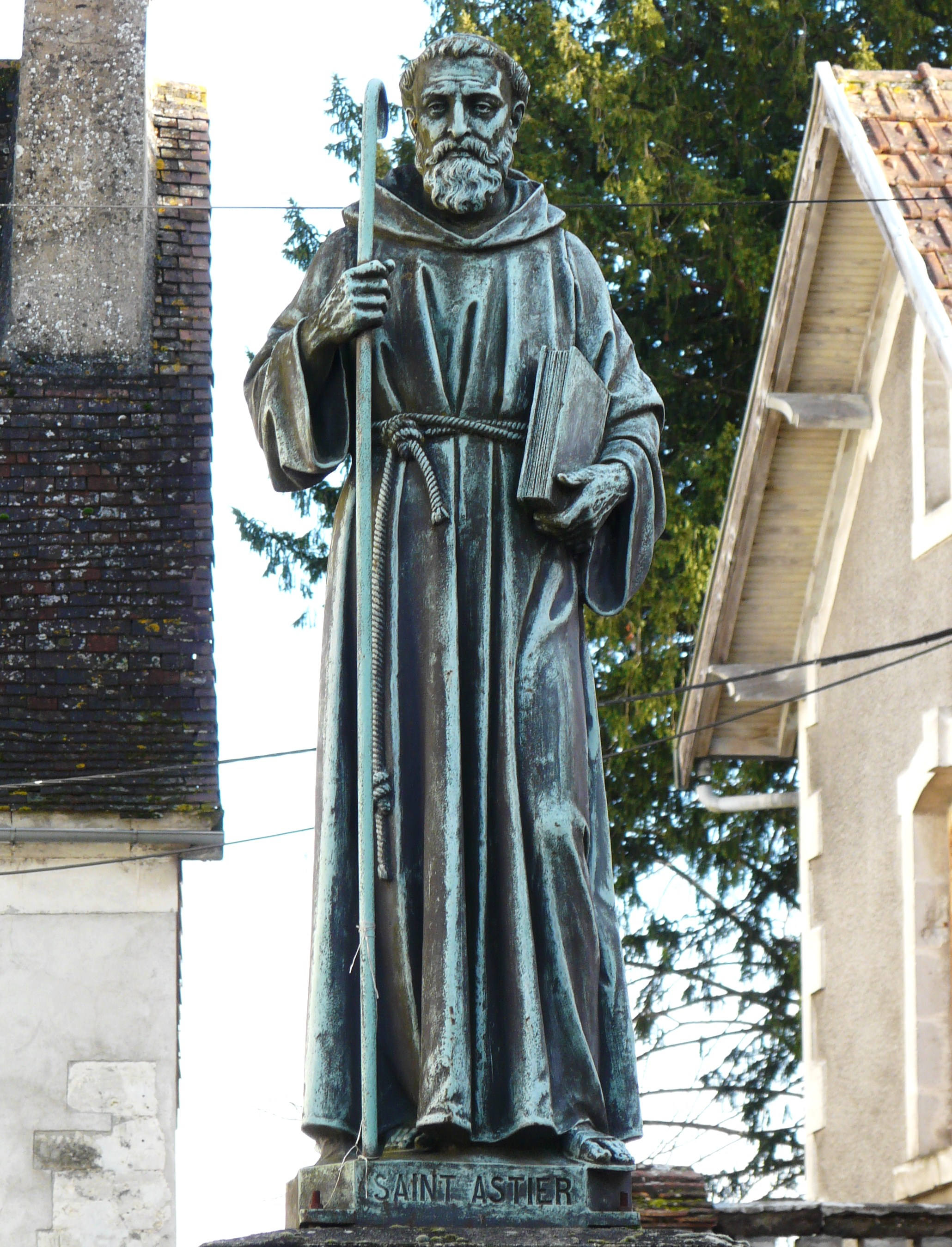
Statue représentant
l'ermite saint Astier.

Le territoire communal est habité dès le Néolithique puis à l'époque gallo-romaine.
La ville et son nom sont liés à l’histoire d’un homme, Astérius, fils d’une famille romaine, né au VIe siècle à Puy-de-Pont, à l’embouchure de l’Isle et du Salembre, près de Neuvic sur l'Isle. La légende veut que, devenu ermite, il réalise de nombreux miracles donnant au lieu une certaine renommée. Après sa mort, son tombeau attirant la dévotion des fidèles, une abbaye est bâtie au VIIIe siècle, autour de laquelle s'établit une cité. Sur les rives de l’Isle, la petite bourgade subit de plein fouet les invasions qui ravagent le Périgord, notamment par les Normands qui la dévastent en 849. En 980, une église est bâtie. Les restes de saint Astier y sont transférés.
L’église elle-même fera l’objet de fortifications successives, lui donnant son aspect massif actuel. Incendiée, elle sera reconstruite au XIe siècle et connaîtra plusieurs modifications jusqu’à nos jours. En 1219, Saint-Astier devient l’une des trente-quatre villes fortifiées du Périgord, se protégeant en particulier du côté de la rivière.
La première mention écrite connue du lieu remonte au début du XIe siècle sous la forme latine Sanctus Astherius. À la fin du XIVe siècle, ce nom se transforme en Chasterius, puis au XVIe siècle en Chastier et Chastey. La commune porta, au cours de la période révolutionnaire de la Convention nationale (1792-1795), le nom d'Astier-sur-l'Isle.
L’évènement marquant du XIXe siècle fut la construction d’un pont permanent sur l’Isle, en remplacement des fragiles passerelles en bois, auxquelles chaque crue était fatale. Dès 1829, monsieur de Valbrune décide de se consacrer à la réalisation de cet ouvrage. Un appel à souscription est lancé. Les Astériens et les communes environnantes répondent pour une somme de 56 000 francs. Le pont, commencé en 1831, fut livré à la circulation le 12 octobre 1832. Cette méthode de la souscription publique fut utilisée pour agrandir la place du marché aux bœufs mais aussi pour remplacer l’horloge du clocher.
À proximité de la rivière, Saint-Astier fut concernée par le projet qui, en 1820, devait rendre l’Isle navigable de Périgueux à Libourne. Sur la commune, on établit trois écluses et un canal de dérivation de 1 300 mètres. Le 26 avril 1835, un bateau génois fit l’objet de la curiosité des Astériens.
À partir de l'armistice de juin 1940, le département est divisé en deux : la zone occupée à l'ouest et la zone libre à l'est, dans laquelle se situait Saint-Astier. À la suite du débarquement anglo-américain effectué le 8 novembre 1942 en Algérie et au Maroc, les Allemands envahissent la zone libre le 11 novembre et s'installent à Saint-Astier.
De décembre 1943 à juillet 1944, un détachement Jeunesse et Montagne, commandé par le futur général Méjean, travaille dans l'usine aéronautique souterraine de la Société nationale des constructions aéronautiques du Sud-Ouest (SNCASO).
Le 20 août 1944, des combats opposent les résistants aux Allemands qui, en représailles, fusillent le soir même vingt-et-un otages, dont le curé de la paroisse, l'abbé Petithomme-Lafaye au lieu-dit Les Quatre Routes. Sur place, deux stèles ont été érigées pour rendre hommage à ces victimes ainsi qu'aux dix résistants morts pour la France ce jour-là.
La commune a été décorée de la croix de guerre 1939-1945 le 12 février 1949, distinction également attribuée à dix-huit autres communes de la Dordogne.

## Politique et administration

### Rattachements administratifs et électoraux
Dès 1790, la commune de Saint-Astier a été rattachée au canton de Saint-Astier qui dépendait du district de Perigueux jusqu'en 1795, date de suppression des districts. En 1801, le canton est supprimé et la commune est rattachée au canton de Grignols dépendant de l'arrondissement de Périgueux. Il change de nom et devient le canton de Saint-Astier en 1829, à la suite du transfert du chef-lieu de Grignols vers Saint-Astier.
Lors de l'importante réforme de 2014 définie par le décret du 21 février 2014 et supprimant la moitié des cantons du département, la commune reste attachée au même canton dont elle devient le bureau centralisateur.

### Intercommunalité
Fin 2002, Saint-Astier intègre dès sa création la communauté de communes Astérienne Isle et Vern dont elle est le siège. Celle-ci disparaît le 31 décembre 2013, remplacée au 1er janvier 2014 par une nouvelle intercommunalité élargie, la communauté de communes Isle Vern Salembre en Périgord dont elle est également le siège.

### Administration municipale
La population de la commune étant comprise entre 5 000 et 9 999 habitants au recensement de 2017, vingt-neuf conseillers municipaux ont été élus en 2020,.

### Liste des maires
| Période                                  | Période        | Identité               | Étiquette   | Qualité |
| ---------------------------------------- | -------------- | ---------------------- | ----------- | --- |
| Les données manquantes sont à compléter. |                |                        |             | |
| 1790                                     | 1800           | de Valbrune            |             | |
| 1800                                     | 1816           | Poulard                |             | |
| 1816                                     | 1823           | de Valbrune            |             | |
| 1823                                     | 1831           | Nogué                  |             | |
| 1831                                     | 1834           | Gadaud                 |             | |
| 1834                                     | 1840           | Albin                  |             | |
| 1840                                     | 1846           | Pierre François Baldou |             | Pharmacien |
| 1846                                     | 1848           | Albin                  |             | |
| 1848                                     | 1864           | Gadaud                 |             | |
| 1864                                     | 1865           | Dubet                  |             | |
| 1865                                     | 1870           | Alexis Maréchal        | Monarchiste | |
| 1870                                     | 1873           | Mauriac                |             | |
| 1873                                     | 1908           | Alexis Maréchal        |             | Député (1877-1881 et 1889-1893) Conseiller général du canton de Saint-Astier (1871-1913)                                                                                       |
| 1908                                     | 1920           | Pareuil                |             | |
| 1920                                     | 1935           | Astarie                |             | |
| 1935                                     | 1941           | Albert Chanraud        | SFIO        | Vétérinaire |
| 1941                                     | 1944           | Aubin Bru              |             | Nommé par le gouvernement de Vichy Lieutenant-colonel |
| août ou septembre 1945                   | 1947           | Maurice Laurent        | SFIO        | Il était 1er adjoint. Il a remplacé Albert Chanraud quand son décès a été connu                                                                                                |
| 1947                                     | 1948           | Aubin Lacore           |             | |
| 1948                                     | 1952           | Maurice Crebet         |             | |
| 1952                                     | 1953           | Pierre Astarie         |             | |
| 1953                                     | 1956           | Léopold Delbary        |             | |
| 1956                                     | 1959           | Louis Guichard         |             | |
| 1959                                     | 1977           | Raymond Dupuy          | Rad.-RGR    | Conseiller général du canton de Saint-Astier (1958-1964) |
| mars 1977                                | mars 2014      | Jacques Monmarson      | PS          | Retraité de la SNCF Vice-président du conseil général[Quand ?] Conseiller général du canton de Saint-Astier (1994-2015) Président de la CC Astérienne Isle et Vern (2003-2008) |
| mars 2014                                | juin 2021,     | Élisabeth Marty        | DVD-LR      | Assistante commerciale Conseillère départementale du canton de Saint-Astier (2015-2021)                                                                                        |
| juillet 2021                             | septembre 2021 | Délégation spéciale    |             | |
| septembre 2021                           | En cours       | Élisabeth Marty        | LR          | Assistante commerciale |

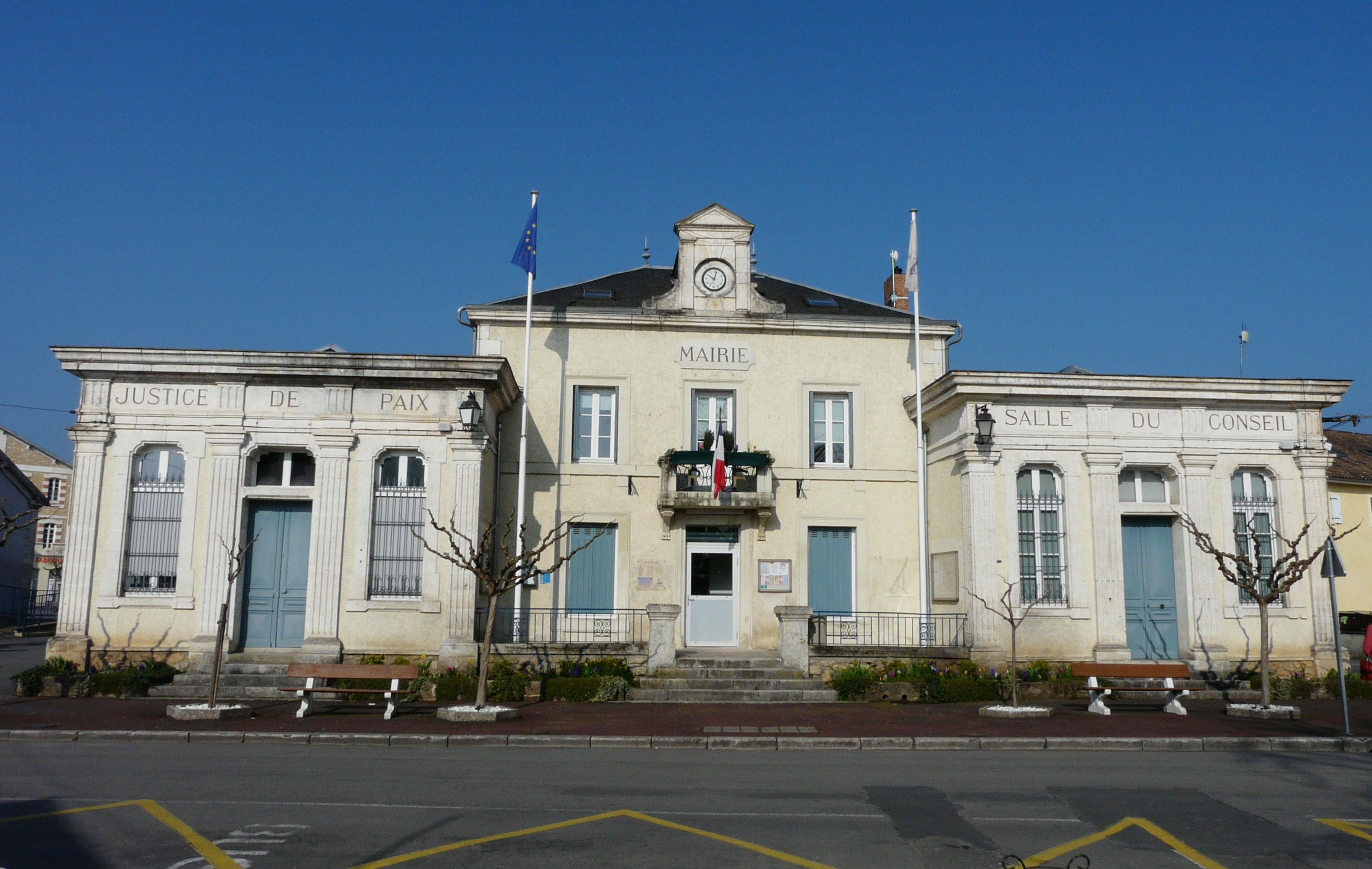
La mairie en 2016.

Le résultat des deux tours des élections municipales de 2020 est annulé par le tribunal administratif de Bordeaux le 20 octobre 2020 pour un tract diffusé en fin de campagne électorale dans les boîtes aux lettres. Élisabeth Marty — dont la liste avait été élue avec 17 voix de plus par rapport à celle de Daniel Benoist — a fait appel de cette décision auprès du Conseil d'État qui a confirmé la décision du tribunal administratif. De nouvelles élections seront organisées et, dans l'attente de celles-ci, la gestion municipale est confiée à une délégation spéciale.

### Juridictions
Dans le domaine judiciaire, Saint-Astier relève : 
- du tribunal judiciaire, du tribunal pour enfants, du conseil de prud'hommes, du tribunal de commerce et du tribunal paritaire des baux ruraux de Périgueux ;
- de la cour d'appel de Bordeaux.

### Politique environnementale
Dans son palmarès 2024, le Conseil national de villes et villages fleuris de France a attribué deux fleurs à la commune.

### Jumelages

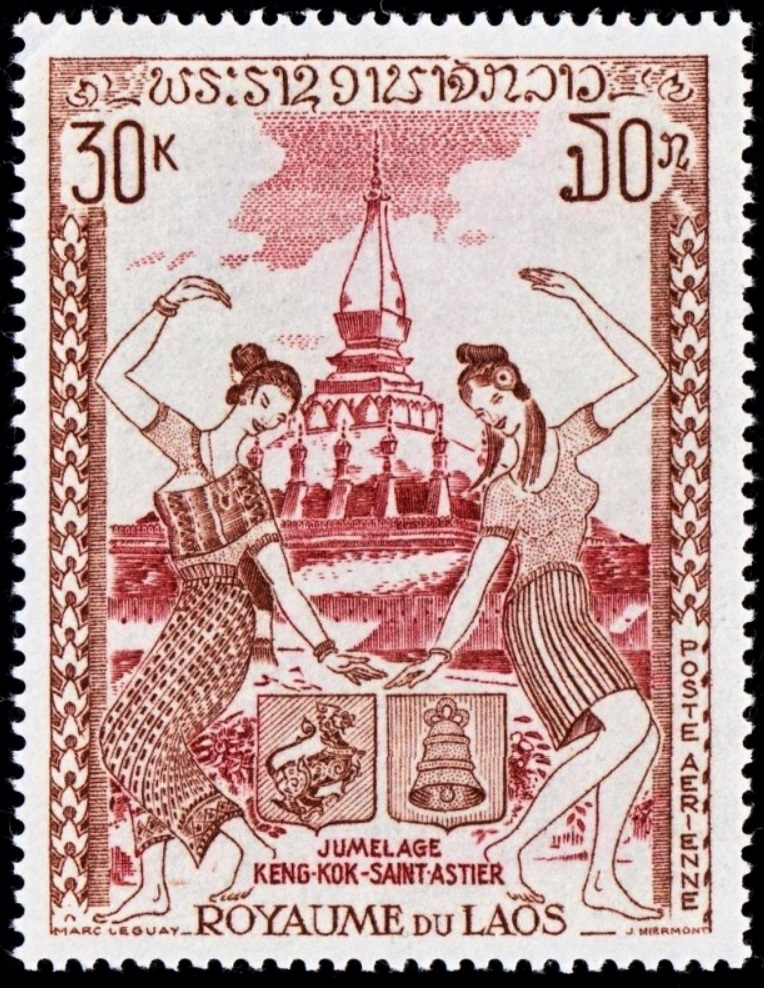
Timbre du Laos émis en 1971 pour le jumelage de Keng-Kok et Saint Astier.

- En 1969, Saint Astier s'est jumelé avec la ville de Keng-Kok (province de Savannakhet, dans le sud du Laos). En 1971, le collège de Saint-Astier a initié un jumelage avec le collège de Keng-Kok au Laos.
- Annone Veneto (Italie) depuis 2018[75].

## Équipements et services publics

### Enseignement
Pour les plus jeunes, Saint-Astier offre trois systèmes d’accueil, la crèche familiale, le service multi-accueil et le centre de loisirs maternel, ainsi qu’un centre de loisirs et une maison des jeunes.
Saint-Astier dispose de trois écoles et d'un collège : l'école maternelle, située en centre-ville, l'école primaire Mounet-Sully et l'école Gimel, située à la périphérie de la ville, à proximité des stades et de la piscine.
Le collège Arthur-Rimbaud a déménagé à la rentrée 2009 dans un nouveau bâtiment, construit sur le site de Gimel. Plus vaste, aéré et fonctionnel, il s'agit du premier collège conçu selon la norme HQE (Haute qualité environnementale) en Dordogne.

### Santé
La ville possède un centre hospitalier, ainsi qu'un EHPAD.

### Justice
Dans le domaine judiciaire, Saint-Astier relève : 
- du tribunal judiciaire, du tribunal pour enfants, du conseil de prud'hommes et du tribunal de commerce de Périgueux ;
- du pôle Nationalité du tribunal judiciaire de Périgueux (compétent uniquement dans le domaine de la nationalité) ;
- de la cour d'appel, du tribunal administratif et de la  cour administrative d'appel de Bordeaux.

### Défense
Saint Astier abrite un des quatre sites de la « 13e Base de Soutien du Matériel ».
Le site de Saint-Astier dispose d’une infrastructure souterraine (l'ancienne usine d'aviation) de 27 hectares, totalement autonome sur le plan énergie et qui possède des caractéristiques de stockage naturel à température et hygrométrie contrôlées et en air sec. Elles en font un centre de stockage et de remisage majeur du parc de gestion et de l’armement petit calibre de l’armée de Terre, de l’armée de l’Air, ainsi que de matériels sous-protocoles (SIMAD – SID – AIA…).
En outre, la caserne Général Dupuy à Saint-Astier est également le siège du centre national d'entraînement des forces de gendarmerie - CNEFG, créé le 1er avril 1969. Ses principales missions sont :
- le perfectionnement et l'évaluation de la capacité opérationnelle des escadrons de gendarmerie mobile (GM), de leurs commandants d'unité et des commandants de groupement GM, en interopérabilité avec les capacités concourantes ;
- la formation et le recyclage des moniteurs et instructeurs en intervention professionnelle et en franchissement opérationnel ;
- la formation au commandement opérationnel des cadres de contact de la gendarmerie mobile, de la garde républicaine et des unités de partenaires institutionnels français et de pays amis ;
- la recherche et l'expérimentation matérielle, technique et tactique dans les domaines du rétablissement de l'ordre et de l'intervention professionnelle.

## Population et société

### Démographie

#### Évolution démographique
Les habitants de Saint-Astier sont appelés les Astériens.
L'évolution du nombre d'habitants est connue à travers les recensements de la population effectués dans la commune depuis 1793. Pour les communes de moins de 10 000 habitants, une enquête de recensement portant sur toute la population est réalisée tous les cinq ans, les populations de référence des années intermédiaires étant quant à elles estimées par interpolation ou extrapolation. Pour la commune, le premier recensement exhaustif entrant dans le cadre du nouveau dispositif a été réalisé en 2004.

En 2022, la commune comptait 5 309 habitants, en évolution de −5,03 % par rapport à 2016 (Dordogne : +0,37 %, France hors Mayotte : +2,11 %).
| 1793  | 1800  | 1806  | 1821  | 1831  | 1836  | 1841  | 1846  | 1851  |
| ----- | ----- | ----- | ----- | ----- | ----- | ----- | ----- | ----- |
| 2 216 | 1 985 | 2 263 | 2 518 | 2 546 | 2 613 | 2 561 | 2 769 | 2 826 |

| 1856  | 1861  | 1866  | 1872  | 1876  | 1881  | 1886  | 1891  | 1896  |
| ----- | ----- | ----- | ----- | ----- | ----- | ----- | ----- | ----- |
| 2 931 | 2 879 | 2 913 | 2 891 | 2 961 | 3 280 | 3 581 | 3 201 | 3 073 |

| 1901  | 1906  | 1911  | 1921  | 1926  | 1931  | 1936  | 1946  | 1954  |
| ----- | ----- | ----- | ----- | ----- | ----- | ----- | ----- | ----- |
| 2 942 | 3 042 | 3 204 | 2 953 | 3 053 | 3 067 | 3 073 | 3 415 | 3 933 |

| 1962  | 1968  | 1975  | 1982  | 1990  | 1999  | 2004  | 2006  | 2009  |
| ----- | ----- | ----- | ----- | ----- | ----- | ----- | ----- | ----- |
| 4 256 | 4 052 | 4 093 | 4 416 | 4 780 | 5 098 | 5 024 | 5 311 | 5 436 |

| 2014  | 2019  | 2022  | - | - | - | - | - | - |
| ----- | ----- | ----- | - | - | - | - | - | - |
| 5 521 | 5 352 | 5 309 | - | - | - | - | - | - |

#### Pyramide des âges
La population de la commune est relativement âgée.
En 2018, le taux de personnes d'un âge inférieur à 30 ans s'élève à 27,4 %, soit au-dessus de la moyenne départementale (27,1 %). À l'inverse, le taux de personnes d'âge supérieur à 60 ans est de 37,9 % la même année, alors qu'il est de 36,5 % au niveau départemental.
En 2018, la commune comptait 2 553 hommes pour 2 869 femmes, soit un taux de 52,91 % de femmes, légèrement supérieur au taux départemental (51,82 %).
Les pyramides des âges de la commune et du département s'établissent comme suit.
| Hommes | Classe d’âge | Femmes |
| ------ | ------------ | ------ |
| 1,7    | 90 ou +      | 3,4    |
| 12,3   | 75-89 ans    | 15,8   |
| 20,6   | 60-74 ans    | 21,6   |
| 19,8   | 45-59 ans    | 19,2   |
| 15,2   | 30-44 ans    | 15,1   |
| 13,5   | 15-29 ans    | 11,1   |
| 16,8   | 0-14 ans     | 13,8   |

| Hommes | Classe d’âge | Femmes |
| ------ | ------------ | ------ |
| 1,2    | 90 ou +      | 2,9    |
| 10,6   | 75-89 ans    | 13,4   |
| 23,6   | 60-74 ans    | 23,7   |
| 20,9   | 45-59 ans    | 20,7   |
| 15,5   | 30-44 ans    | 14,8   |
| 13,5   | 15-29 ans    | 11,6   |
| 14,8   | 0-14 ans     | 12,9   |

#### Agglomération de Saint-Astier
L'unité urbaine (l'agglomération) de Saint-Astier regroupe deux communes : Montrem et Saint-Astier, et regroupe 6 742 habitants en 2017.

### Culture
Lieu de vie et d'échanges, La Fabrique réunit toutes les activités qui font un centre culturel vivant et dynamique : salle de spectacles et de cinéma, hall d'exposition, espace de restauration avec cuisines équipées, salles de réunion, studio de danse, salles d'enseignement musical et d'arts plastiques, etc. Le bâtiment municipal abonde d'une vie associative ardente, pour tous les publics.

#### Cinéma
Un cinéma privé était déjà présent à Saint-Astier mais il a fermé en 1982. Rouvert comme cinéma municipal — ce qui en fit la première salle d'Aquitaine avec ce statut — sa gestion et sa programmation furent abordées dans un esprit de service public, bien loin des préoccupations commerciales des réseaux de distribution.
Il ne faut cependant pas confondre associatif et désuet : la salle de cinéma, d'une capacité de cinq cents places assises, n'a rien à envier aux multiplexes : elle dispose d'un écran panoramique de 45 m2, du son Dolby Digital et est classée « art et essai ».

#### Centre culturel
Depuis 2015, le centre culturel n'est plus géré par l'association CRAC mais par un directeur culturel employé par la mairie.

#### La Vallée
Chaque année, au mois de mai, le festival La Vallée est le témoignage de la vitalité de ce territoire avec l'accueil de plus de vingt artistes sur treize communes. Depuis 1994, ce projet culturel mêle création théâtrale, spectacles de rues, concerts de musiques amplifiées, spectacles pour enfants durant le temps scolaire, rencontres conviviales autour d’une équipe artistique dans les villages et projets en direction des familles.

#### Médiathèque
La médiathèque permet d’emprunter gratuitement de nombreux documents écrits, audiovisuels et multimédia et propose un poste d’accès à Internet. Elle dispose d’un fonds de 24 000 livres, 960 périodiques, 1 700 enregistrements sonores, 600 vidéos et 50 cédéroms. Une partie de ces documents provient de la bibliothèque départementale de prêt et est régulièrement renouvelée.
Parallèlement, la médiathèque organise régulièrement des expositions, conférences, lectures.

#### École de danse
L’école de danse Art & Mouvement accueille les enfants à partir de quatre ans. Plusieurs disciplines et niveaux sont proposés, ainsi que des cours pour adultes, des stages et des soirées.
La ville de Saint-Astier accueille également près d’une vingtaine d’associations et structures à vocation culturelle dont certaines à vocation départementale : Ciné-Passion en Périgord et le Conservatoire de musique.

#### Manifestations culturelles et festivités
- Pendant les vacances de février, sur deux semaines, le festival « La Fabrique d'étoiles » propose des films d'animation destinés aux jeunes depuis 3 ans jusqu'à l'adolescence (9e édition en 2025 avec 16 films proposés lors de 35 séances[89]).
- Festival La Vallée, mai / juin.
- Nuit des bandas, fin juillet (26e édition en 2025[90].
- Itinéraire baroque, juillet.
- Marché de créateurs, le premier dimanche d'août (6e édition en 2025)[91].
- Comice agricole, septembre.
- Journées du patrimoine, septembre.
- Fête votive, octobre.
- Fête de la lumière, début décembre (7e édition en 2021)[92].
- La 98e Félibrée du Périgord s'est tenue en 2017 à Saint-Astier[93], qui avait déjà accueilli cette fête de l'Occitanie en 1939[94].

### Sports
Saint-Astier, par la richesse de ses infrastructures et le nombre important de ses associations sportives, encourage les pratiques sportives par le biais d’un service des sports qui coordonne les activités et gère les installations : deux stades, deux gymnases, quatre courts de tennis (dont un couvert), une salle de musculation, une piscine couverte. Cette dernière, édifiée en 1970, a vieilli et une reconstruction est envisagée.
Des éducateurs interviennent dans les écoles et auprès des clubs. Ils encadrent également les jeunes à travers le centre de loisirs et le club ados.
En rugby à XV, l'« Union Saint-Astier Neuvic » est engagée en championnat de France de Fédérale 3 pour la saison 2021-2022.

#### Manifestations sportives
- JSA d’Or (cyclisme), janvier.
- Prix du muguet (cyclisme), mai (37e édition en 2019)[96].
- La Valentin Huot (course cycliste), octobre.

## Économie

### Emploi
L'emploi est analysé ci-dessous selon qu'il affecte les habitants de Saint-Astier ou qu'il est proposé sur le territoire de la commune.

#### Emploi des habitants
En 2018, parmi la population communale comprise entre 15 et 64 ans, les actifs représentent 2 115 personnes, soit 39,0 % de la population municipale. Le nombre de chômeurs (267) a fortement diminué par rapport à 2013 (376) et le taux de chômage de cette population active s'établit à 12,6 %.

#### Emploi sur la commune
En 2018, la commune offre 2 326 emplois pour une population de 5 422 habitants. Le secteur administratif (administration publique, enseignement, santé, action sociale) prédomine avec 47,1 % des emplois mais le secteur tertiaire est également très présent avec 33,4 %.
Répartition des emplois par domaines d'activité
|                     | Agriculture, sylviculture ou pêche | Industrie | Construction | Commerce, transports et services | Administration publique, enseignement, santé, action sociale |
| ------------------- | ---------------------------------- | --------- | ------------ | -------------------------------- | ------------------------------------------------------------ |
| Nombre d'emplois    | 25                                 | 230       | 198          | 776                              | 1 096                                                        |
| Pourcentage         | 1,1 %                              | 9,9 %     | 8,5 %        | 33,4 %                           | 47,1 %                                                       |
| Source des données. |                                    |           |              |                                  |                                                              |

### Établissements
Fin 2018, la commune compte 166 établissements actifs employeurs, dont 104 au niveau des commerces, transports ou services, 21 relatifs au secteur administratif, à l'enseignement, à la santé ou à l'action sociale, 21 dans la construction, 18 dans l'industrie, et 2 dans l'agriculture, la sylviculture ou la pêche.

### Entreprises

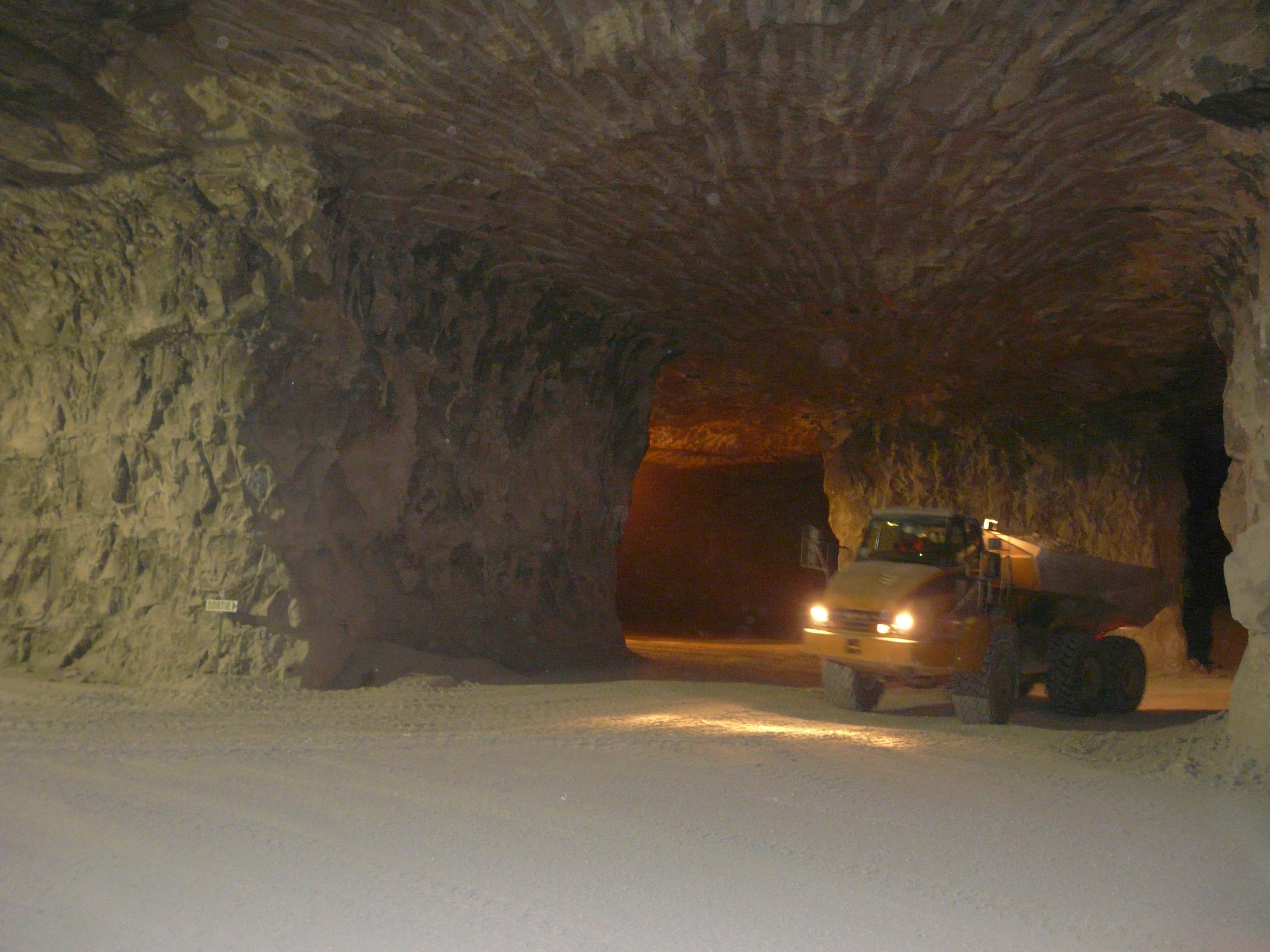
Carrière souterraine de chaux (Chaux et enduits de Saint-Astier).

Parmi les entreprises dont le siège social est en Dordogne, deux situées à Saint-Astier se classent parmi les cinquante premières quant au chiffre d'affaires hors taxes en 2015-2016 :
- Beauty Success (commerce de détail de parfumerie et de produits de beauté en magasin spécialisé) 4e avec 113 004 k€ ;
- Saint-Astier distribution (hypermarché) : 40e avec 26 334 k€.

Parmi les entreprises dont le siège social est en Dordogne, cinq sociétés implantées à Saint-Astier se classent parmi les cinquante premières de leur secteur d'activité quant au chiffre d'affaires hors taxes en 2015-2016 :
- dans le commerce[102] :
  - Beauty Success est 2e ;
  - Saint-Astier distribution est 19e ;
  - BCB Business coiffure beauté (commerce de gros interentreprises de parfumerie et de produits de beauté) est 46e avec 13 484 k€ ;
- dans le secteur agroalimentaire[103] :
  - Picandine SAS (fabrication de fromage) se classe 7e avec 15 811 k€ ;
  - Bétail viande astérienne Debrégeas (transformation et conservation de la viande de boucherie) est 32e avec 2 255 k€.

En 2016, Beauty Success, entreprise de distribution de parfumerie et de produits de beauté, implante dans la zone d'activités communautaire de Saint-Astier son siège social et sa logistique, auxquels s'ajouteront un centre de formation et un centre de recherche et de développement. Sa logistique emploie 90 personnes sur le site. L'entreprise, créée en 1995 à Périgueux et dont le précédent siège était à Marsac-sur-l'Isle, est à la tête de 345 parfumeries en France et en Afrique.
« Dernier chaufournier français producteur de chaux naturelle hydraulique », l'entreprise Chaux et enduits de Saint-Astier a obtenu le label Entreprise du patrimoine vivant en 2022.

### Atouts de la commune

#### Zones d'activité
La commune possède sur son territoire trois zones d’activités : Mallebay, la Serve et le Roudier. Celles-ci comportent plusieurs entreprises d’importance : fromagerie Picandine (groupe Rians), Chausson matériaux, Point P, Signature F (fauteuils de spectacle), Colas, etc. Le développement économique de la commune n'est pas pour autant terminé, puisqu'une ZAC intercommunale est actuellement en développement, avec l’implantation de la société ISOA.

#### Chaux blanche

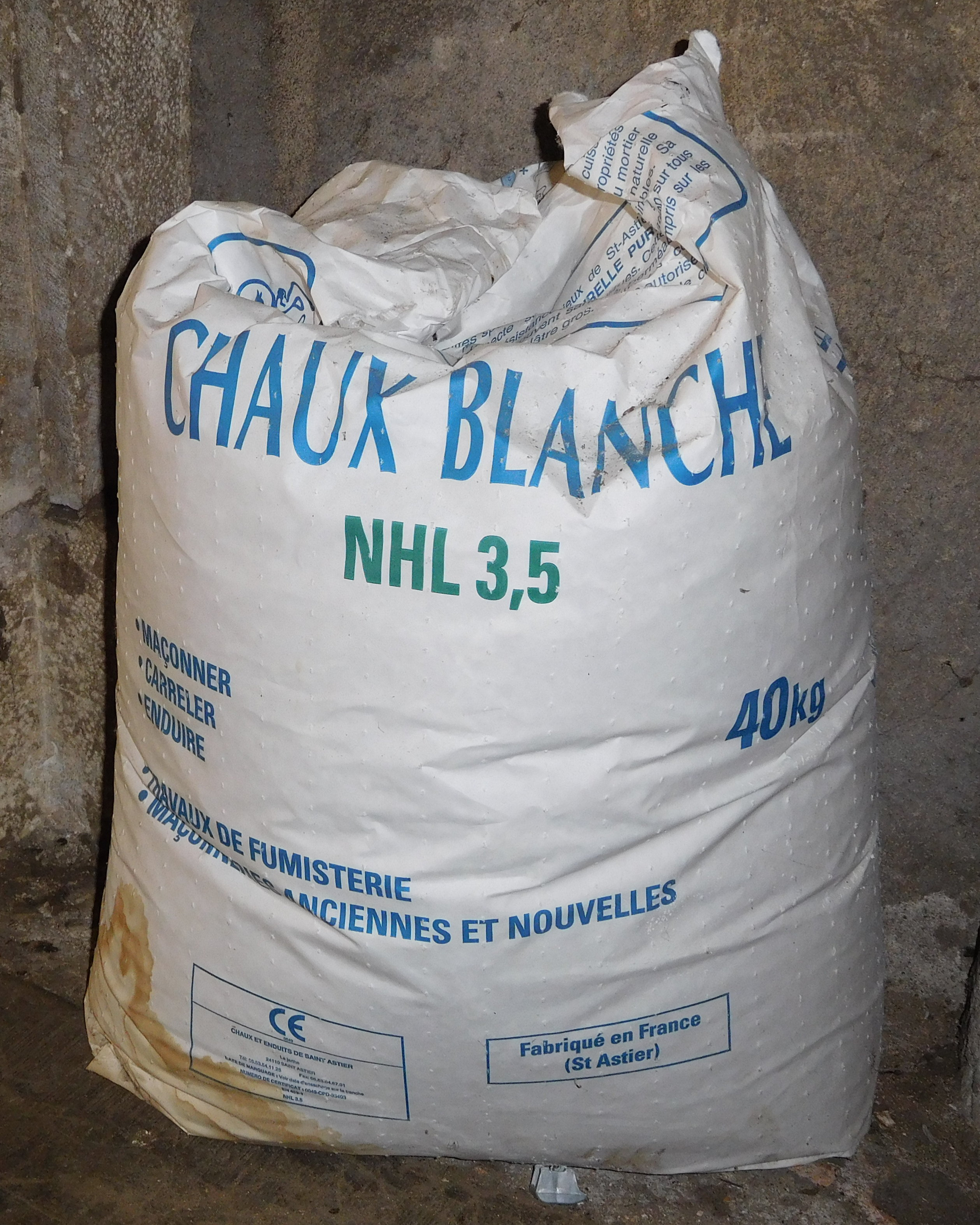
Sac de chaux naturelle hydraulique (NHL) utilisée dans la construction, fabriquée par Chaux et enduits de Saint-Astier.

À l’heure où la chaux retrouve ses lettres de noblesse dans le bâtiment, la chaux de Saint-Astier a su prendre une place essentielle et incontournable sur le marché national et européen de la restauration.
En 1850, Louis Vicat, ingénieur des ponts et chaussées, prospectait les ressources du pays en pierre à chaux. Il mit en évidence les propriétés du calcaire du bassin de Saint-Astier. Ses recherches géologiques lui permirent d’assurer que le calcaire de Saint-Astier pouvait convenir à la fabrication d’une chaux naturelle pure, dont la faible hydraulicité permettait son emploi en milieu humide.
Le banc calcaire de dix kilomètres de long appartient à l’ère secondaire, groupe crétacé supérieur, étage Campanien (75 millions d’années). Ce calcaire provient de dépôts marins constitués de coquillages, coraux, marnes et autres animaux infiniment petits et nombreux. La mer ayant été très calme, cela forme des couches d’une grande régularité sur plusieurs centaines de mètres d’épaisseur et une composition chimique et minéralogique du calcaire constante. La carrière, souterraine, s’étend sur plus de trente hectares.
Même au plus fort de la conquête du ciment, vers 1900, alors que la plupart des chaufourniers disparaissaient, les chaux de Saint-Astier ont résisté grâce à la qualité de ce calcaire et à la modernisation des sites de production.
Le bassin de Saint-Astier, unique en Europe par l’homogénéité de son gisement calcaire, regroupe trois usines de production qui distribuent les chaux naturelles de Saint-Astier et des enduits prêts à l’emploi : Safa (créée en 1923), Cimchaux (créée en 1930) et la Dordognaise.
Schématiquement, les chaux pures résultent de la calcination d’une pierre calcaire à environ 900 °C suivie d’une extinction (hydratation) sans aucun additif.
Les trois usines dépendent d'une entreprise unique « Chaux et enduits de Saint-Astier » (CESA), premier producteur français de chaux indépendant, qui emploie en 2023 environ 150 personnes pour un chiffre d'affaires annuel de 33 millions d'euros et une production annuelle de 110 000 tonnes de chaux.
En 2025, comme depuis une cinquantaine d'années, un jour par semaine pendant l'été, l'entreprise propose des visites guidées des galeries souterraines.

#### Centre national d'entraînement des forces de gendarmerie (CNEFG)

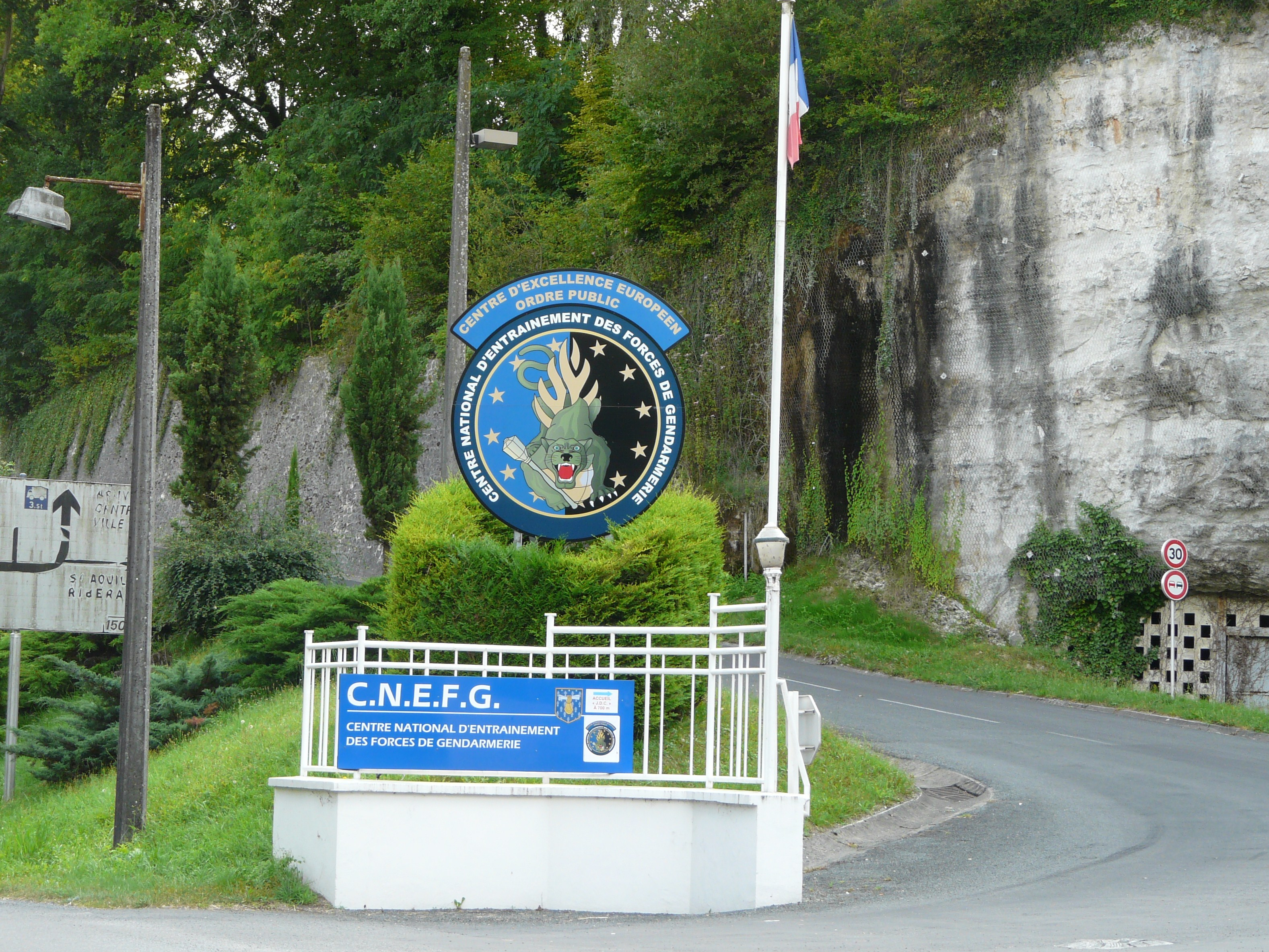
L'entrée du CNEFG à Saint-Astier.

Parmi les institutions astériennes, le Centre national d'entraînement des forces de gendarmerie (CNEFG) tient une place notable. Créé à la suite des évènements de mai 68, sur un ancien site de l'Armée de l'air, il fut Centre de perfectionnement de la gendarmerie mobile, Centre d'Instruction de la Gendarmerie puis Centre d'Instruction des Gendarmes Auxiliaires.
Le CNEFG fournit les moyens et les infrastructures adaptés à la formation et au perfectionnement des gendarmes mobiles et gardes républicains qui viennent acquérir à Saint-Astier les techniques élémentaires au maintien de l'ordre. Le Centre permet aussi la formation et le perfectionnement du Groupement de sécurité et d'intervention de la Gendarmerie nationale (GSIGN), des gendarmes moniteurs d'interventions professionnelles (MIP et MIPFO), les diplômes d'armes (DA), des Équipes régionales d'intervention et de sécurité (ERIS) de l'administration pénitentiaire, des personnels des douanes aux techniques d'intervention professionnelle (IP) qui sont en perpétuelles évolutions.
Le centre accueille également les unités similaires de nombreux pays (Espagne, Italie, Maroc, Pays-Bas, Portugal, Slovaquie, Slovénie, Suisse ou Turquie...). Cette dimension internationale permet les échanges de compétences dans les domaines du maintien de l'ordre et de l'intervention professionnelle. Le CNEFG est le plus grand centre de ce type en Europe.

#### Marchés

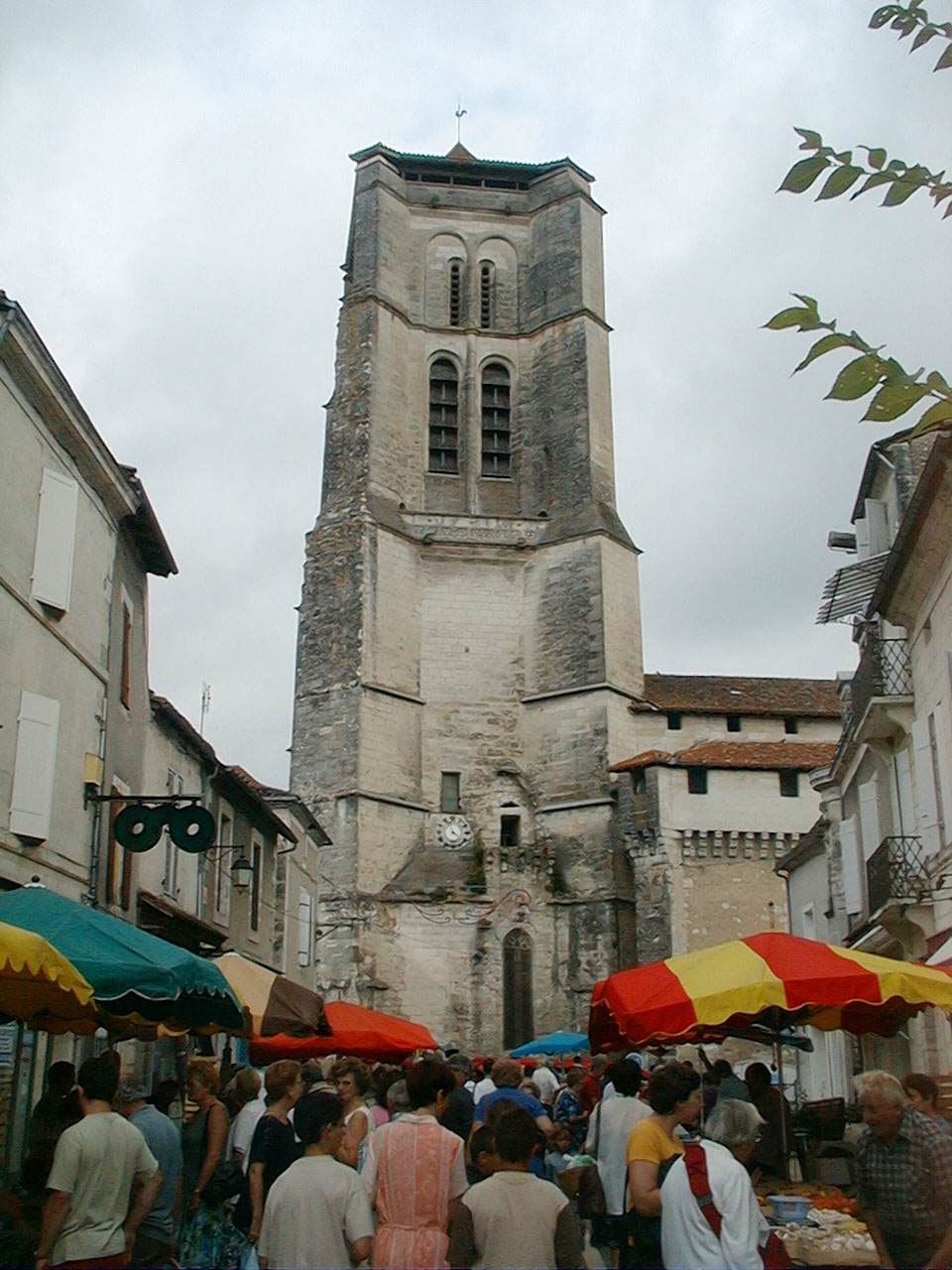
« Saint-Astier, petite ville, grand clocher. »

Le rendez-vous privilégié pour rencontrer les producteurs, goûter les produits du terroir, écouter les anciens discuter en patois, découvrir la ville autrement, chaque jeudi matin :
- marché au gras de novembre à mars ;
- marché aux truffes ;
- marché de produits régionaux sous la halle de la ville durant tout l'été.

## Culture locale et patrimoine

### Lieux et monuments

#### Patrimoine civil ou militaire
- Château de Bruneval, propriété privée
- Manoir de Brouillaud, propriété privée, sur un site inscrit depuis 1979[111].
- Château de Crognac, XIXe siècle, propriété privée
- Manoir d'Excideuil, propriété privée
- Repaire de Fareyrou ou Chartreuse de Fareyrou[Note 7], XVIe siècle, inscrite aux monuments historiques en 2008[112], propriété privée
- Manoir des Ferrières, propriété privée
- Château de la Batud (ou de Labatut), XVe siècle et plus récent, propriété privée
- Manoir de Petit-Puy, propriété privée
- Château de Puyferrat[113], classé monument historique en 1862[114], propriété privée, visitable

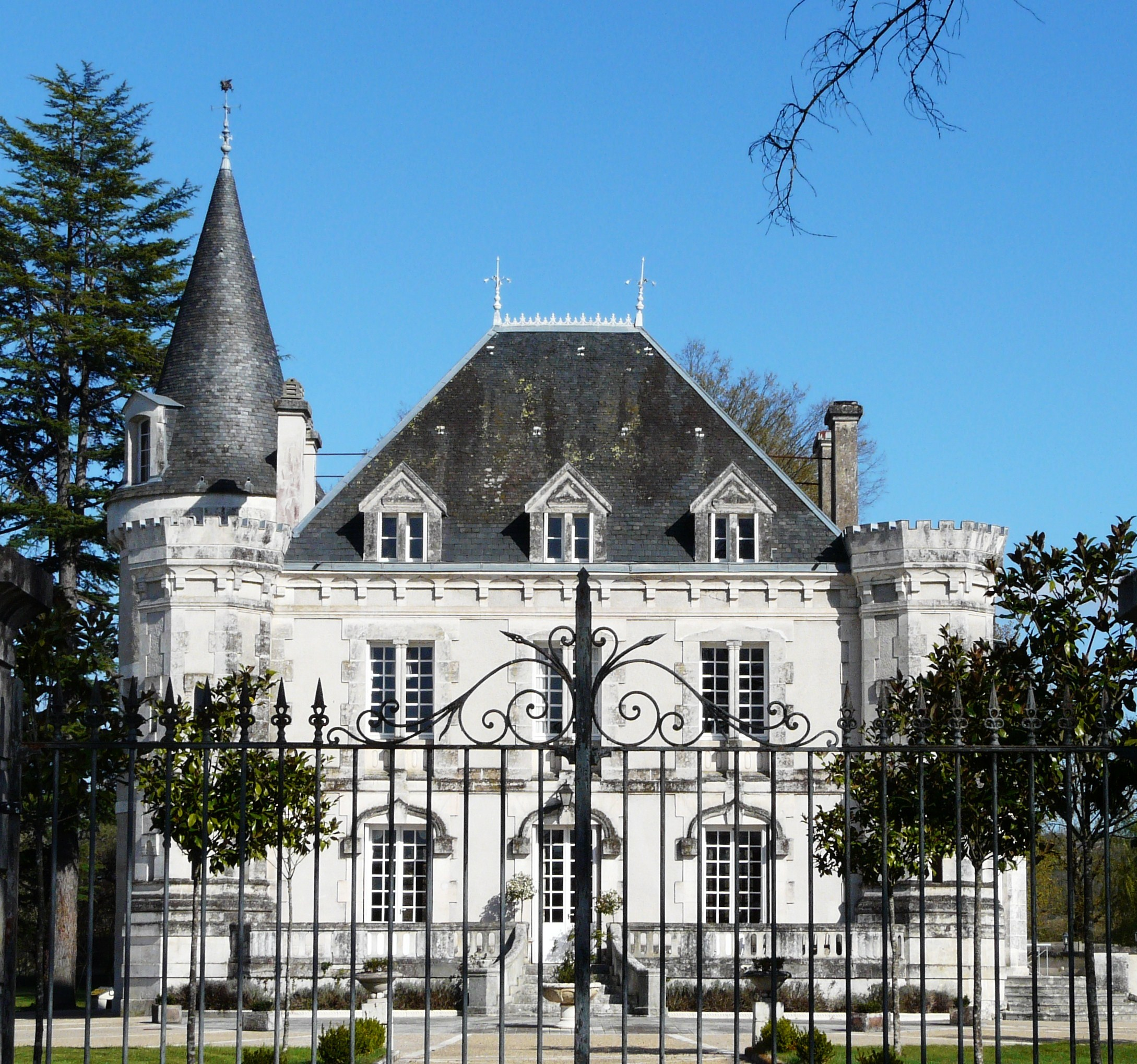
Le château de Bruneval.
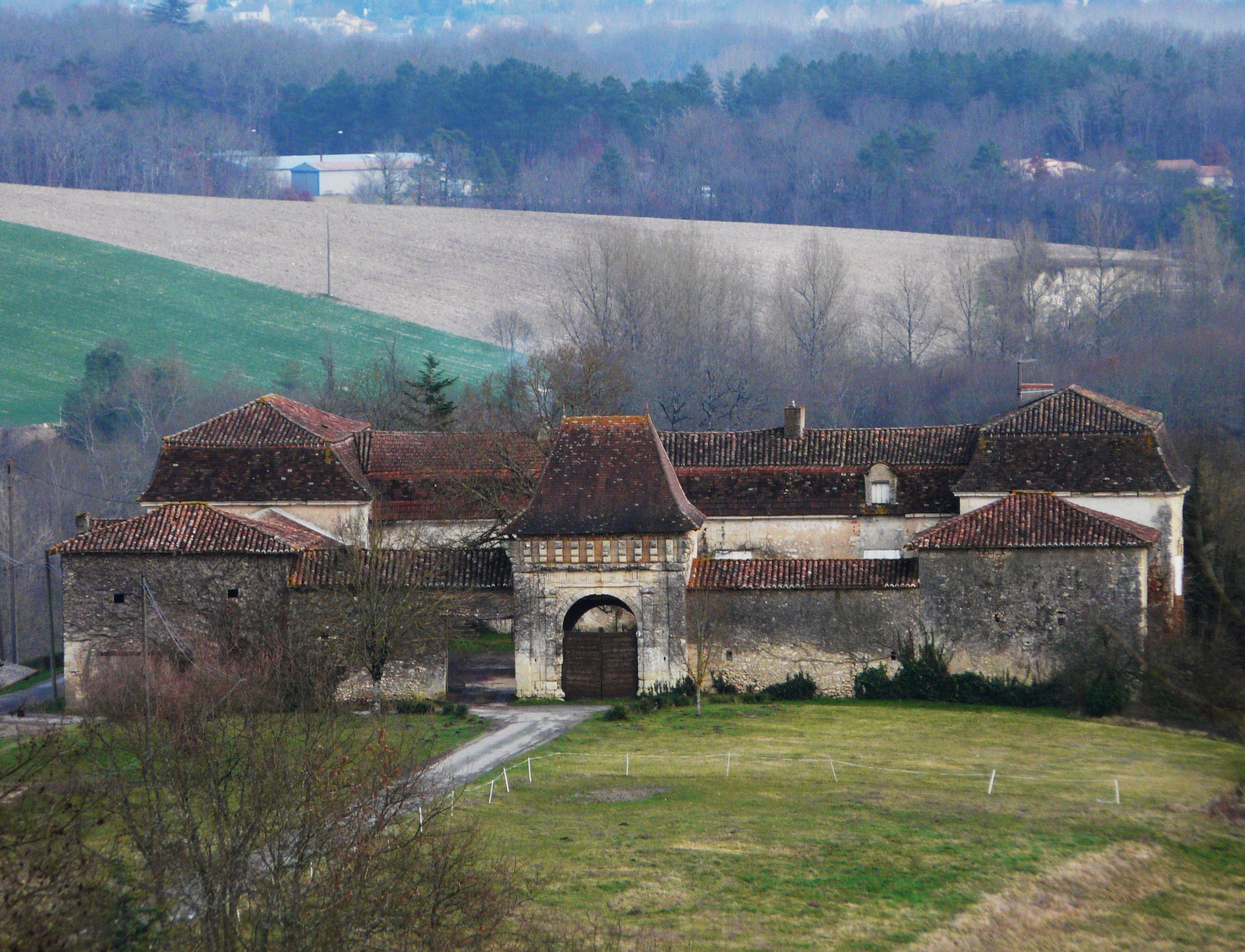
La chartreuse de Fareyrou.
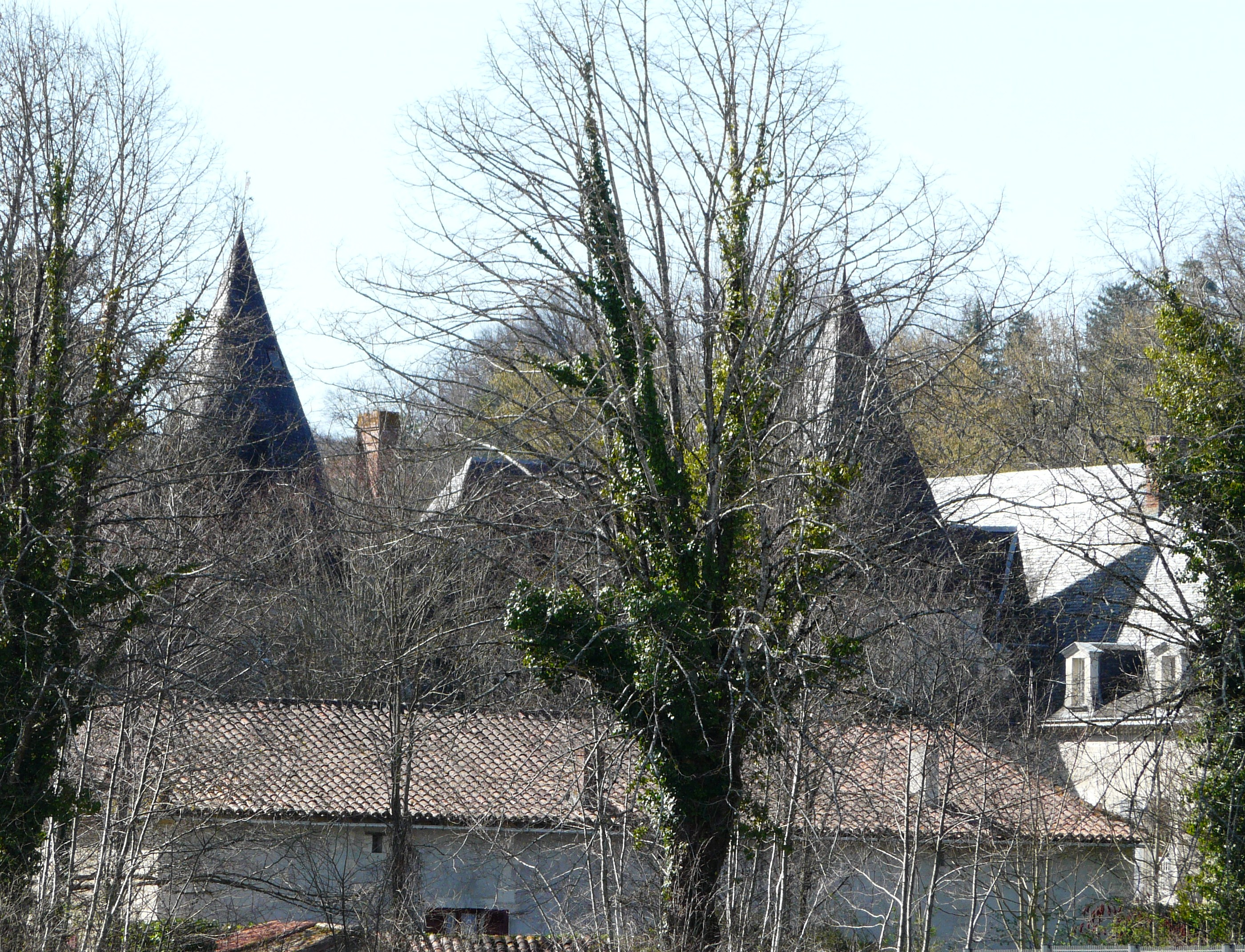
Les tours du château de Labatut.
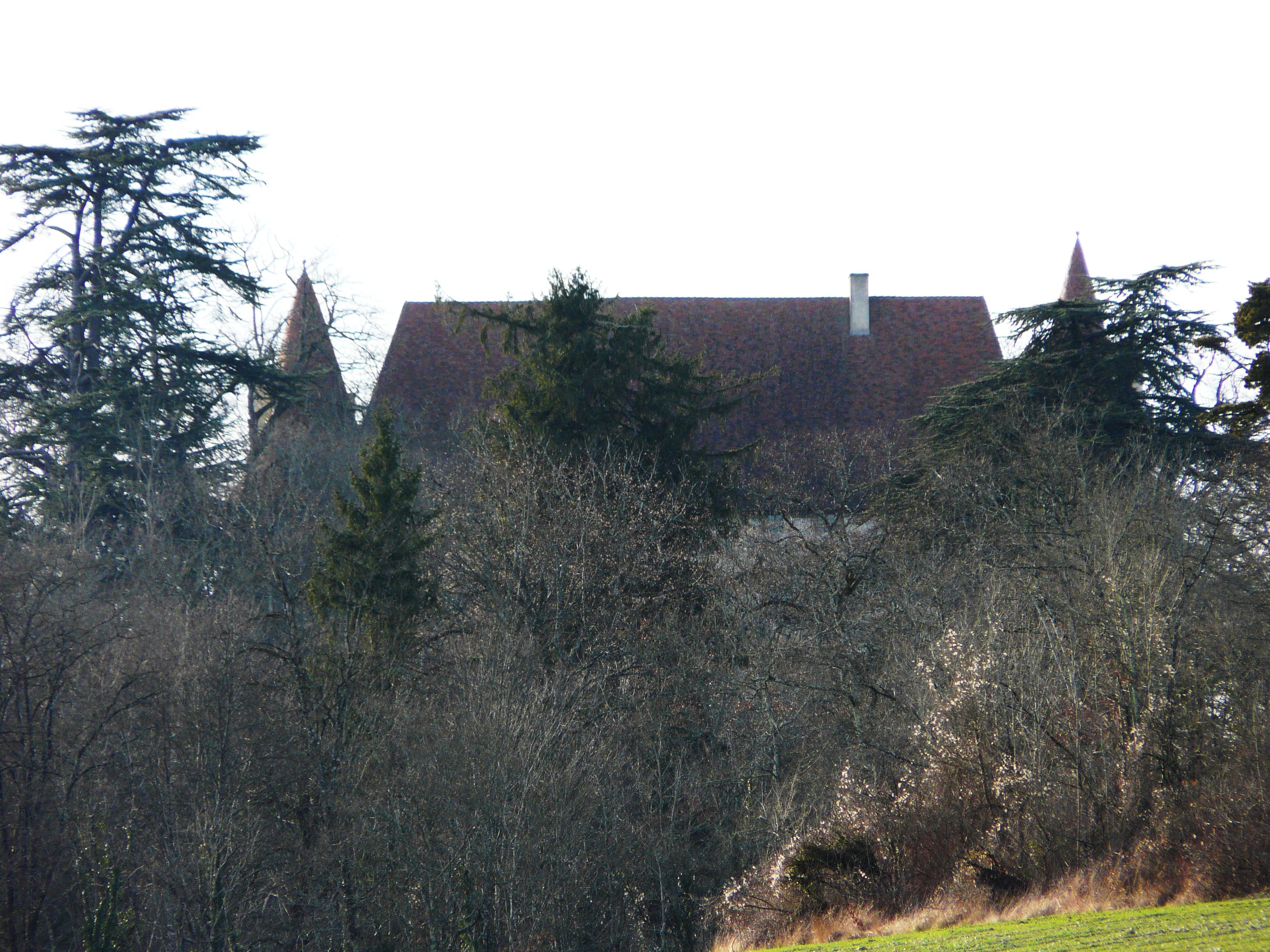
Le Château de Puyferrat.

- Château du Puy-Saint-Astier, XVe siècle, XVIIe siècle, XVIIIe siècle, inscrit aux monuments historiques en 1988[115], propriété privée
- Deux maisons avec tourelles du XVIe siècle sont également inscrites depuis 1948[116],[117]
- Maisons anciennes à pans de bois

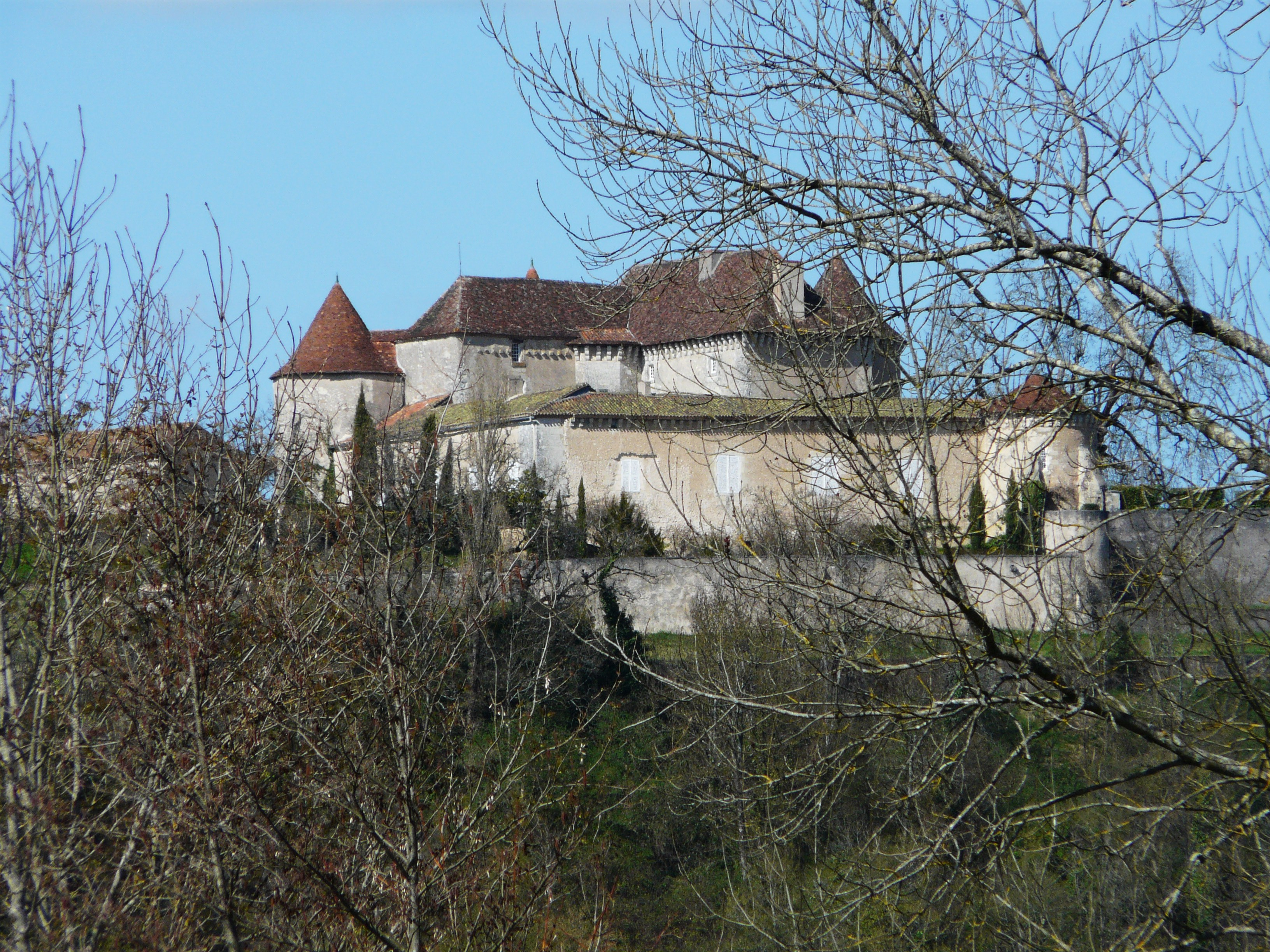
Le château du Puy-Saint-Astier.
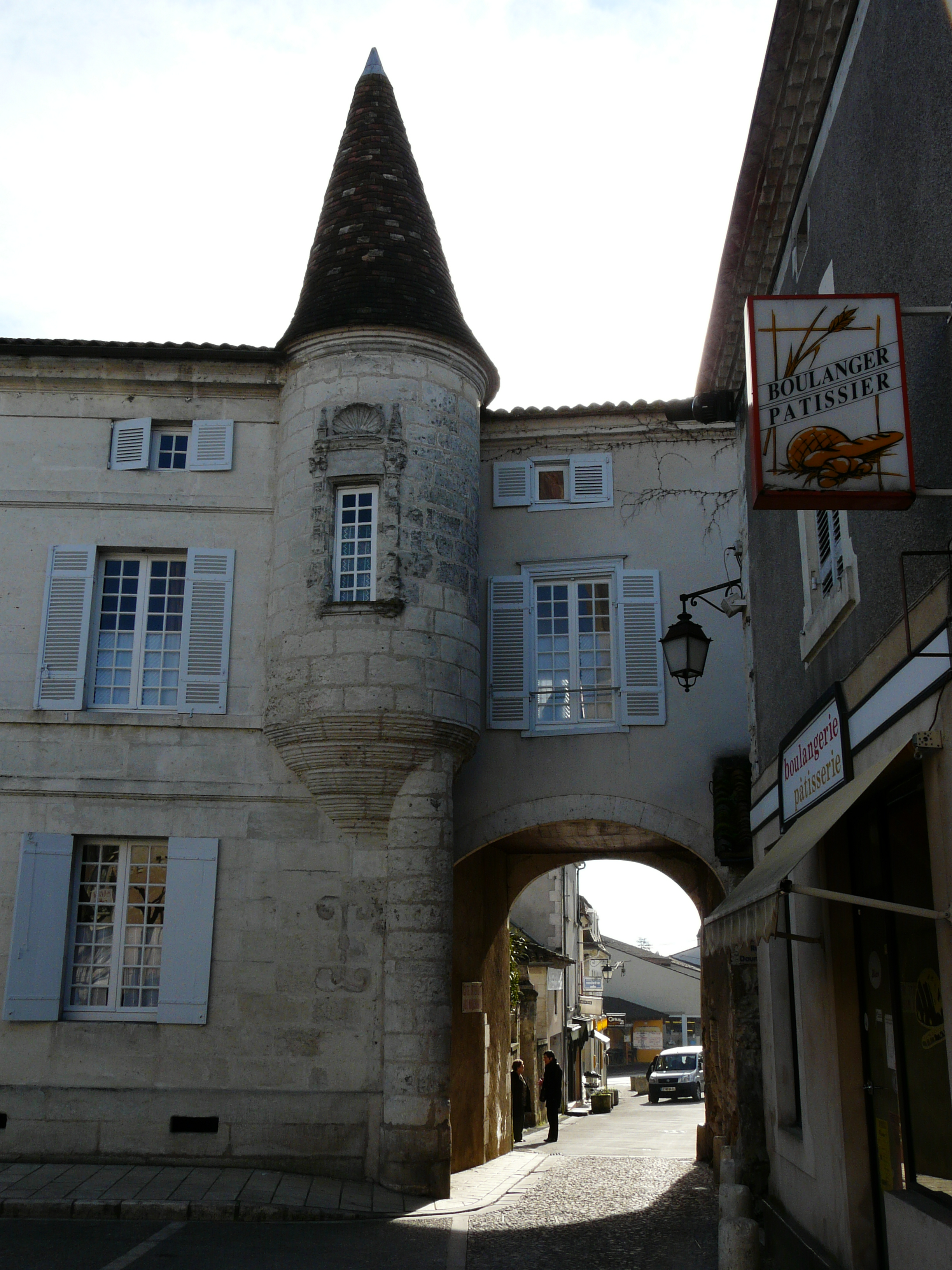
Maison à tourelle, passage du Marché.
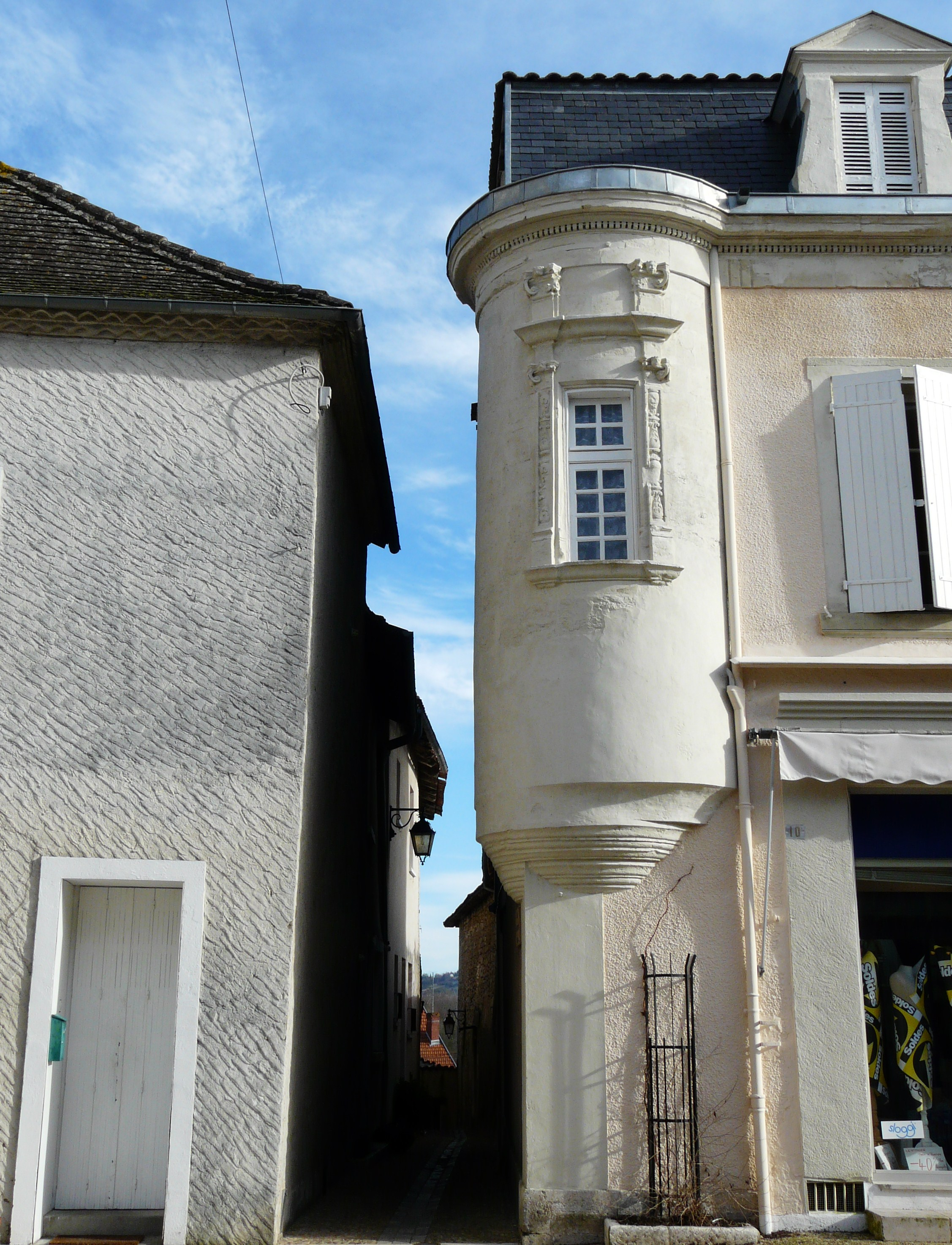
Maison à tourelle, angle rue du Lieutenant Dupuy.
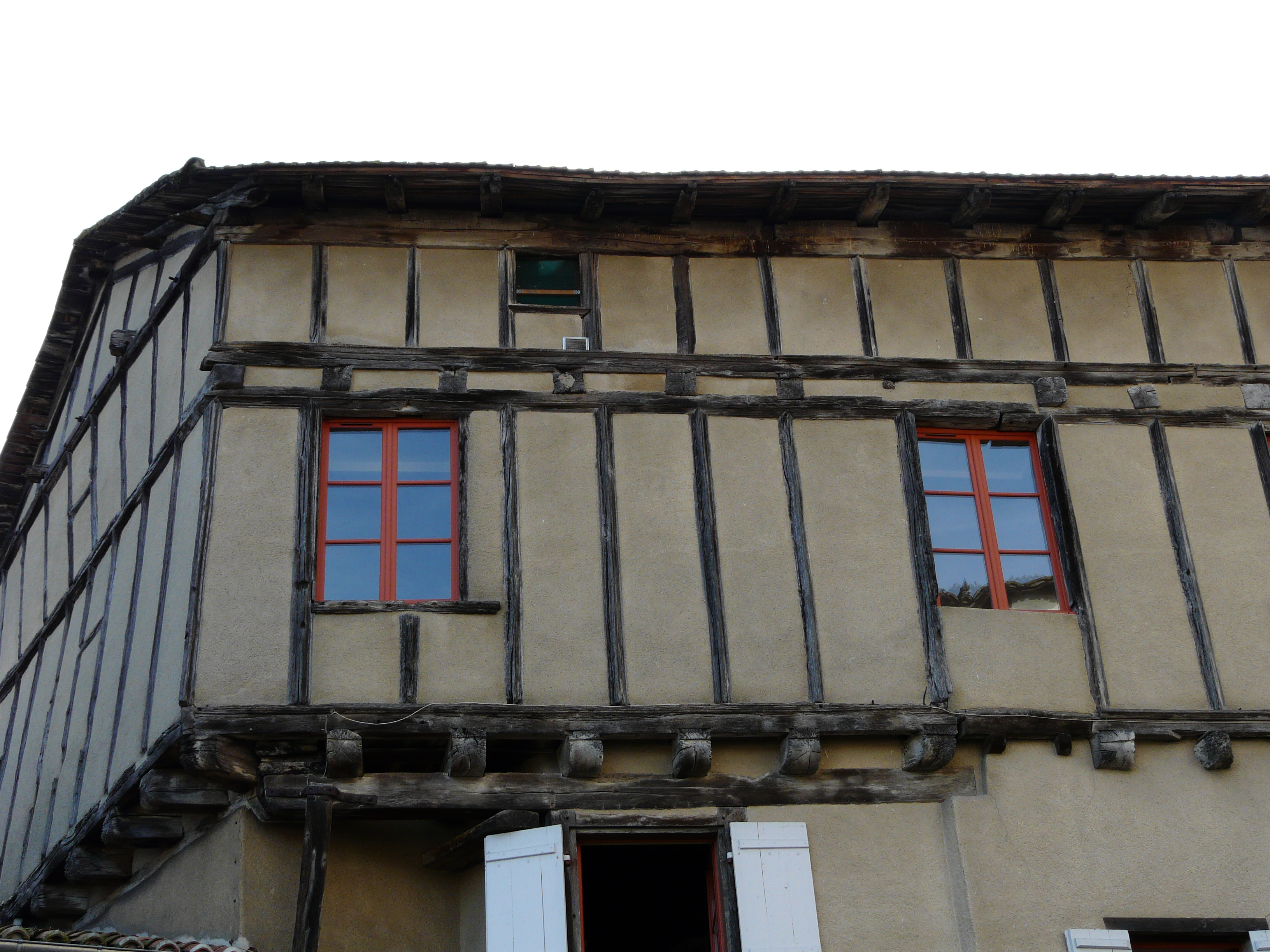
Maison à pans de bois, rue La Fontaine.

#### Cimetière pour animaux
Depuis 2024, un cimetière pour animaux (le « Sanctuaire des 4 pattes ») a été ouvert sur 3 000 m2 dans un bois de la commune,.

#### Patrimoine religieux
- Église Saint-Astier, fortifiée[120], XIe et XVe siècles, classée monument historique en 1910[121]
- Chapelle des Bois, XVIIe et XIXe siècles, inscrite aux monuments historiques en 2007[122]. Elle abrite la grotte où vécut l'ermite Astérius qui deviendra saint Astier.

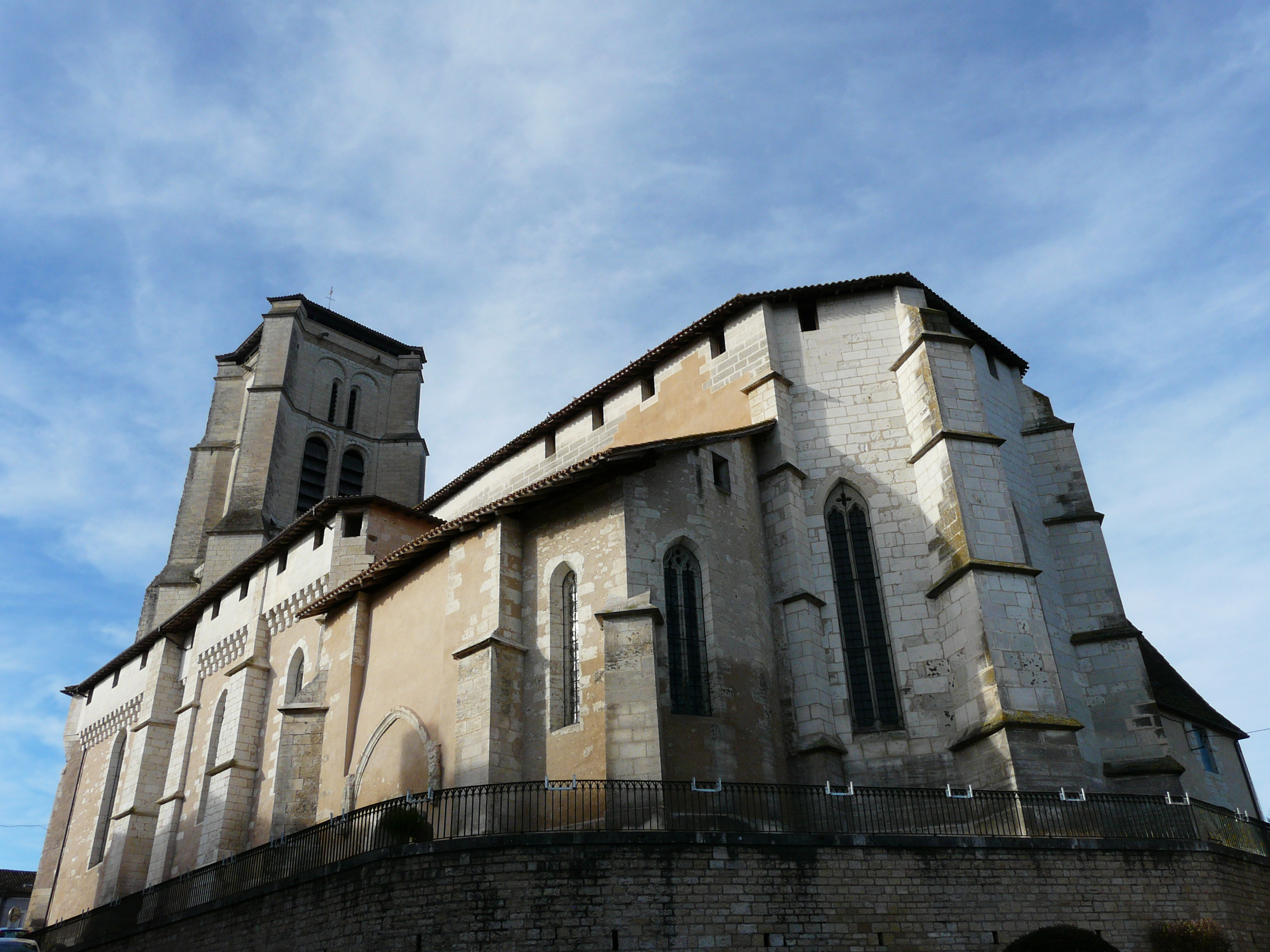
L'église Saint-Astier.
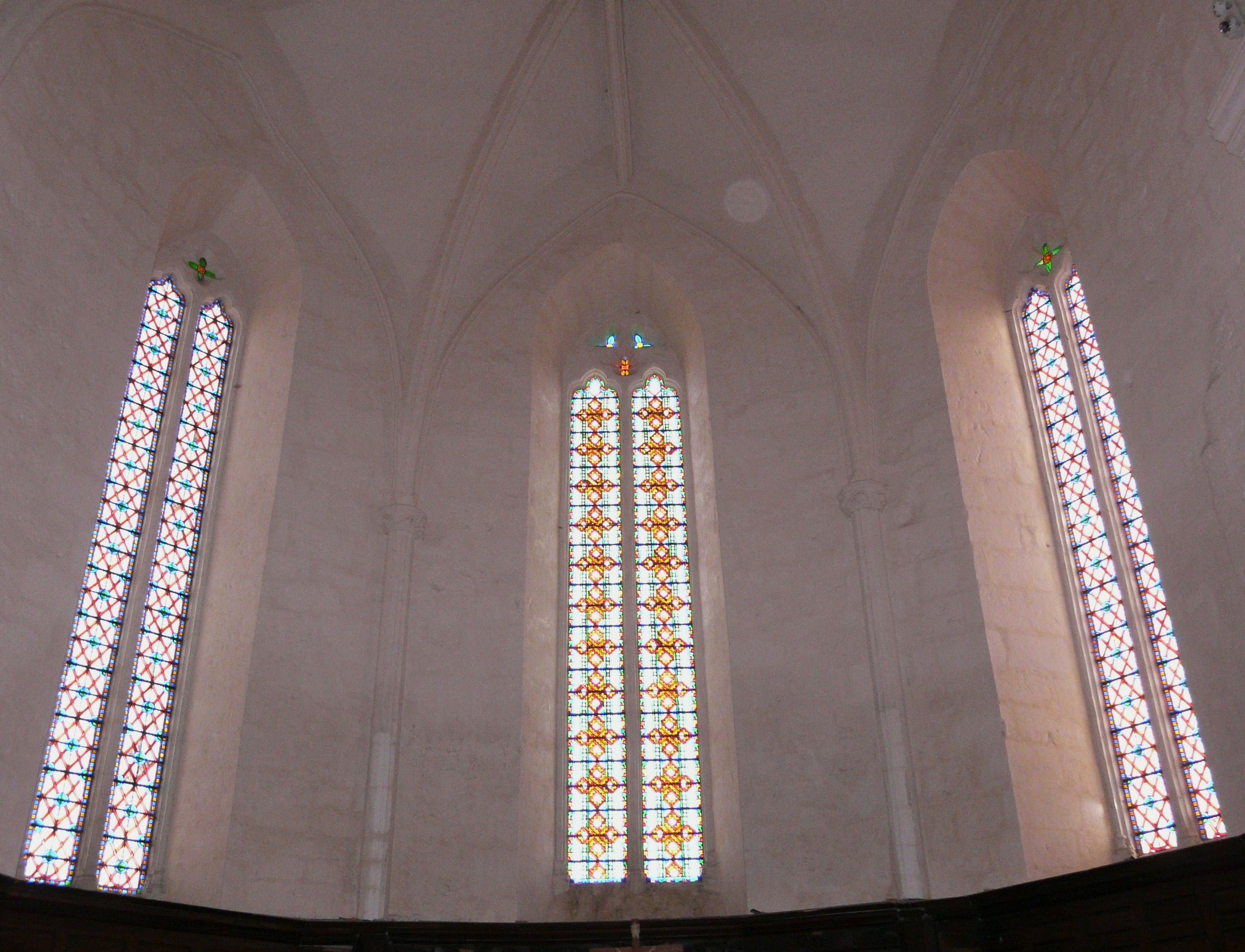
Les vitraux du chœur.
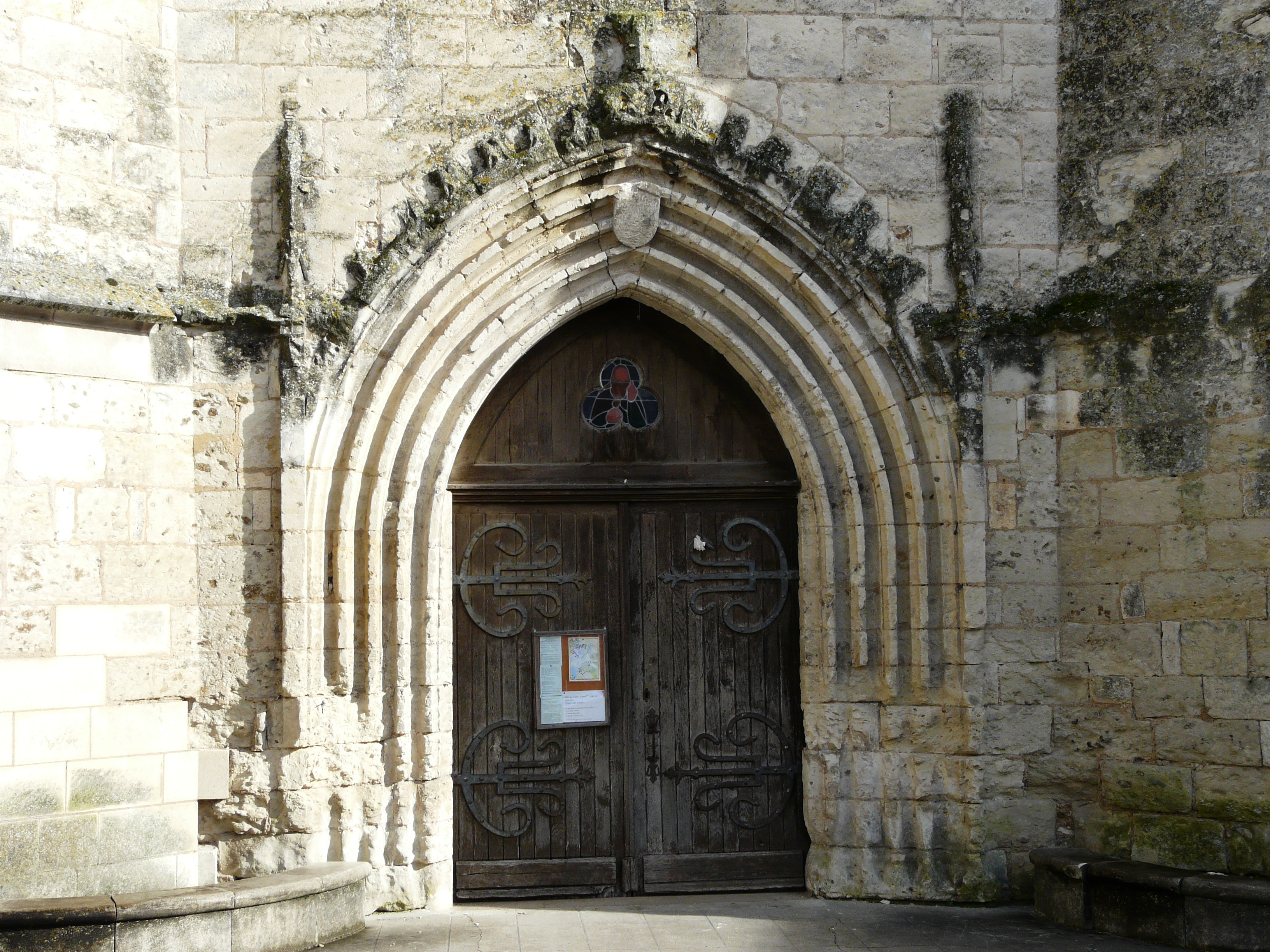
Le portail de l'église.
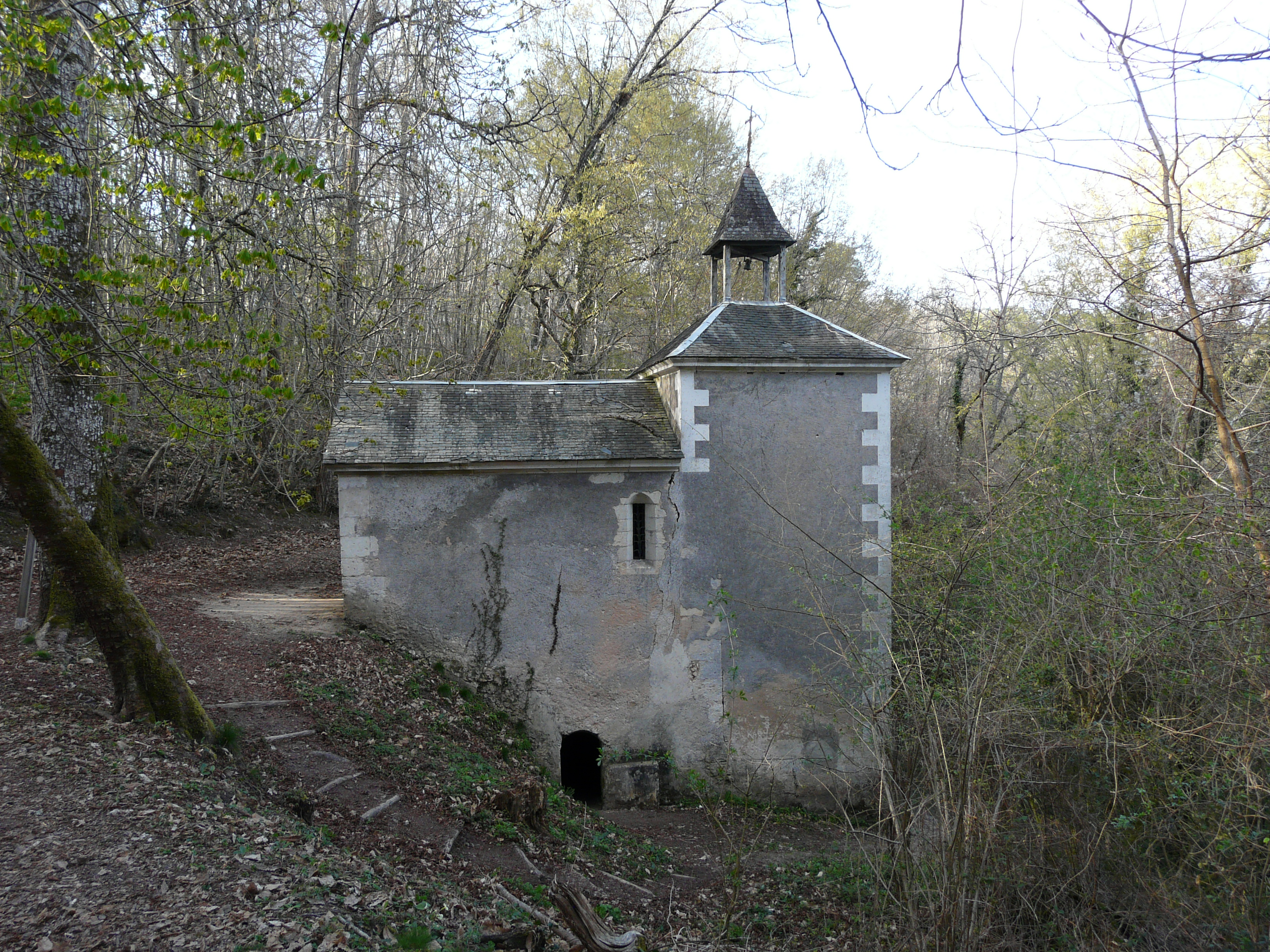
La chapelle des bois. En bas, l'entrée de la grotte.

### Personnalités liées à la commune
- Hubert Faure (1914-2021), né à Saint-Astier, membre des commandos Kieffer, a débarqué en Normandie le 6 juin 1944[123].
- Jacqueline Robin (1917-2007), née à Saint-Astier, pianiste
- Roger Ranoux (1921-2015), résistant et homme politique, est mort à Saint-Astier.
- Pierre Besson (1940-), né à Saint-Astier, rugbyman
- Claude Besson (1942-) né à Saint-Astier, rugbyman, frère du précédent
- Alain Besson (1943-2022) né à Saint-Astier, rugbyman, cousin des deux précédents
- Kendji Girac (1996-), chanteur, vainqueur de la saison 3 de The Voice, a vécu plusieurs années à Saint-Astier.
- Louis Tamain (1920-2015) : de son expérience de médecin à Saint-Astier il écrira le savoureux livre « Saint-Libertin ».

### Héraldique et devises

#### Blason
| Blason de Saint-Astier (Dordogne) | Blason  | De gueules à une cloche d'or                     |
| Blason de Saint-Astier (Dordogne) | Détails | Le statut officiel du blason reste à déterminer. |

#### Devises
La devise de la ville traditionnellement utilisée est Pito vilo, grand cluchié, signifiant en occitan « Petite ville, grand clocher ». Cette devise fut popularisée par le livre éponyme de 1933 de l'abbé Édouard Nogué.
On peut aussi retrouver la devise latine Ex virtute nobilitas, signifiant « La noblesse est dans le courage ».

## Pour approfondir